# Liste von Persönlichkeiten der Ardennen
Diese Liste enthält Persönlichkeiten, die in den Ardennen geboren wurden oder einen engen Bezug zu den Ardennen besitzen (geordnet nach Geburtsjahr, bei selbem Geburtsjahr nach Alphabet):

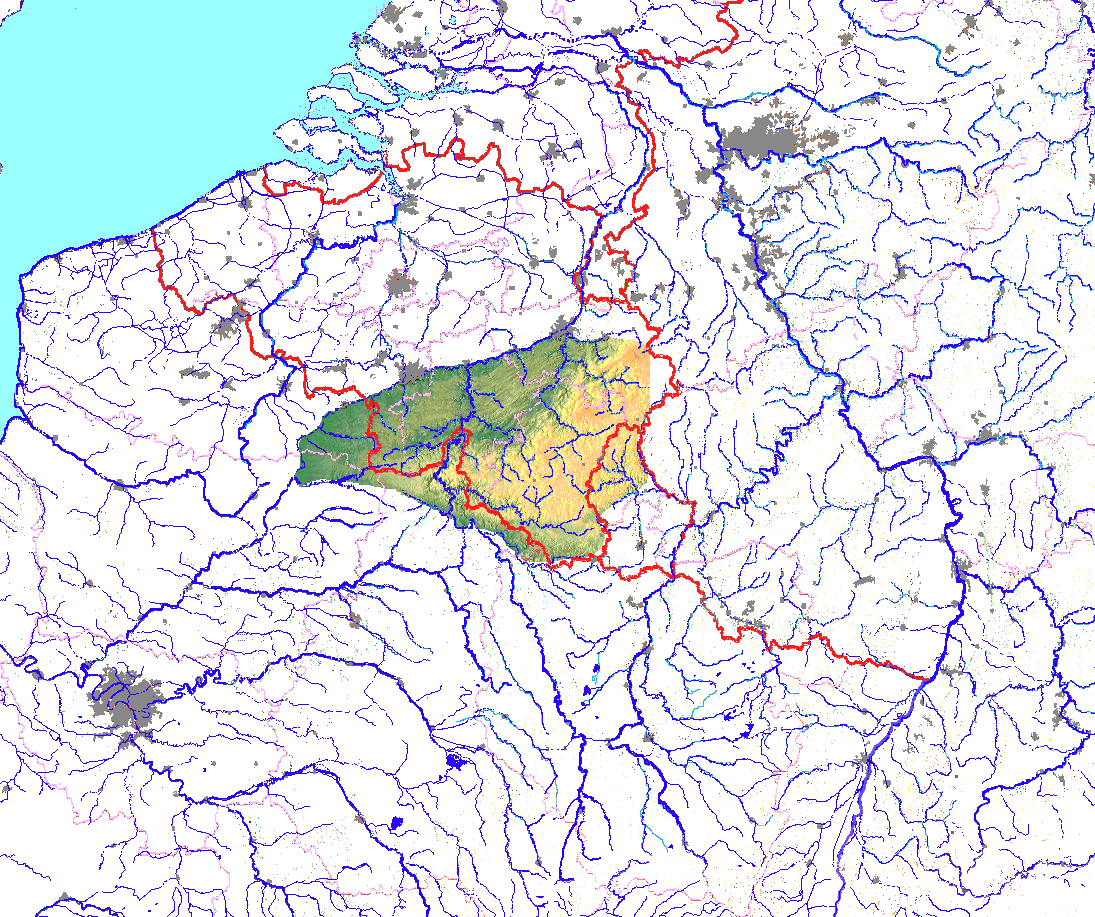
Lage der Ardennen

## Bis 1000

Hubertus von Lüttich

- Monon († 645), Einsiedler und Heiliger der katholischen Kirche
- Remaclus (um 600 – 673 oder 679), Klosterbischof und Heiliger der katholischen Kirche
- Hubertus von Lüttich (655–727), Bischof von Maastricht und Lüttich und Heiliger der katholischen Kirche
- Adalhard († um 870), Graf im Ardennengau
- Ottokar († nach 880), Graf im Ardennengau
- Liutfrid († nach 895), Graf im Ardennengau
- Wigerich (um 870 – vor 922), Graf im Ardennengau
- Gozelo (um 914 – 942), Graf im Ardennengau
- Gozelin († 948), Graf im Ardennen- und Bidgau
- Giselbert († 963), Graf im Ardennen- und Bidgau
- Heinrich (um 910 – um 970), Graf von Arlon
- Otto I. (um 950 – um 992), Herr von Warcq
- Gozelo (um 965 – um 1028), Graf im Ardennergau
- Konrad (um 985 – 1032), Graf von Arlon
- Giselbert († 1006), Graf im Ardennengau

## 1001–1200

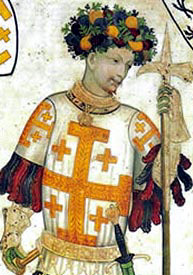
Gottfried von Bouillon

- Ludwig I. († 1025), Graf von Chiny und Verdun
- Ludwig II., Graf von Chiny, Sohn Ludwigs I.
- Ida von Lothringen (um 1040 – 1113), Mutter des Gottfried von Bouillon
- Walram I. (um 1052), Graf von Arlon
- Walram II. (1052–1070 bezeugt; † vor 1082), Graf von Arlon
- Robert der Mönch (1055–1122), Kleriker und Chronist
- Heinrich I. (um 1059 – 1119), Graf von Arlon und Limburg, Herzog von Niederlothringen
- Gottfried von Bouillon (1060–1100), Anführer beim Ersten Kreuzzug
- Arnold I. († 1106), Graf von Chiny
- Heribrand III. von Hierges († 1114), Kreuzritter, Herr von Hierges und Kastellan von Bouillon
- Meginher von Vianden (um 1070 – 1130), Erzbischof von Trier
- Otto II. († nach 1131), Graf von Chiny
- Heinrich I. († vor 1138), Graf von La Roche-en-Ardenne
- Walram III. (um 1085 – 1139), Graf von Arlon und Limburg, Herzog von Niederlothringen
- Wibald von Stablo (1098–1158), Abt des Benediktinerordens
- Friedrich I. (um 1100 – um 1160), Graf von Vianden, Vogt von Prüm und Untervogt von Trier
- Albert I. († vor 1162), Graf von Chiny
- Godefroy von Huy (um 1100 – um 1173), Goldschmied
- Heinrich II. (um 1111 – 1167), Graf von Arlon, Herzog von Limburg
- Reiner von Huy († 1150), Goldschmied und Bronzegießer
- Friedrich von La Roche († 1174), Bischof von Akkon, Erzbischof von Tyrus und Kanzler des Königreichs Jerusalem
- Manasses von Hierges († 1176), Konstabler im Königreich Jerusalem, Herr von Ramla und Mirabel
- Ludwig III. († 1189), Graf von Chiny
- Heinrich III. (um 1140 – 1221), Graf von Arlon, Herzog von Limburg
- Gerhard von Vianden († 1212), Abt von Prüm und Stavelot-Malmedy
- Siegfrid I. (1154–1171), Graf von Vianden und Vogt von Prüm
- Jutta von Huy (1158–1228), Wohltäterin, christliche Mystikerin und römisch-katholische Selige
- Friedrich III. (um 1160 – um 1220), Graf von Vianden und Vogt von Prüm
- Walram IV. (1180 – um 1245), Graf von Arlon

## 1201–1500

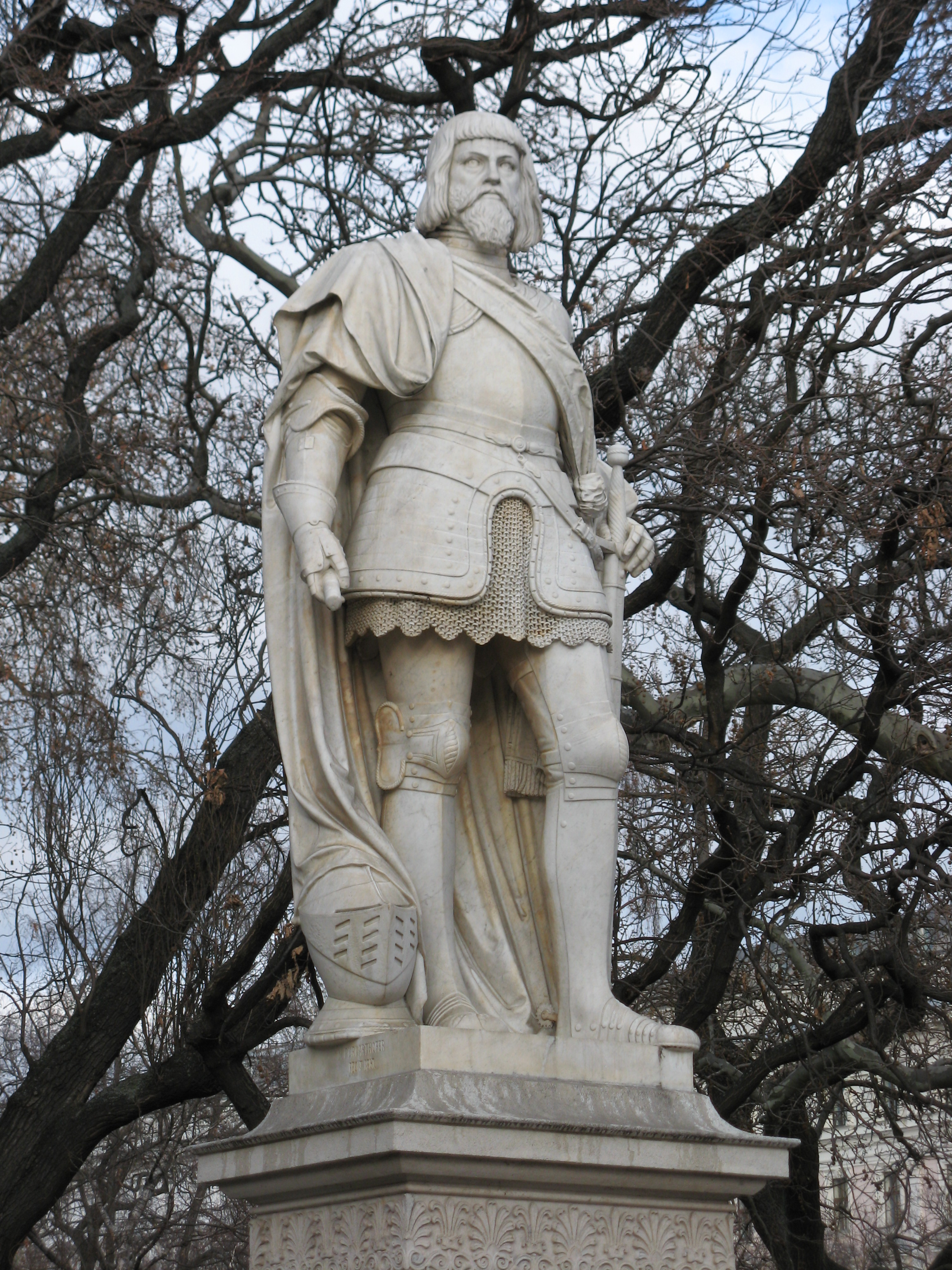
Niklas Graf Salm der Ältere

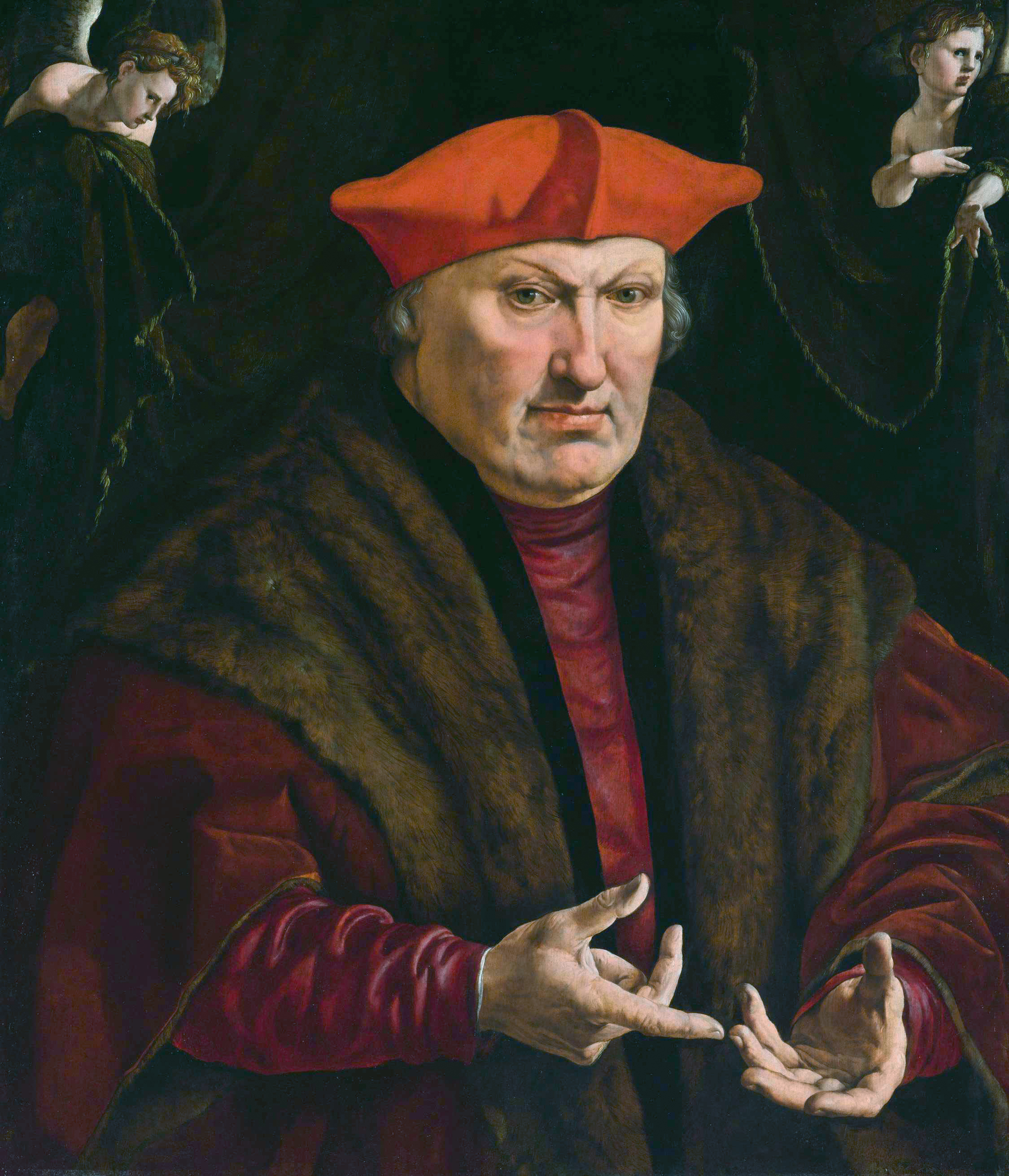
Erard de La Marck

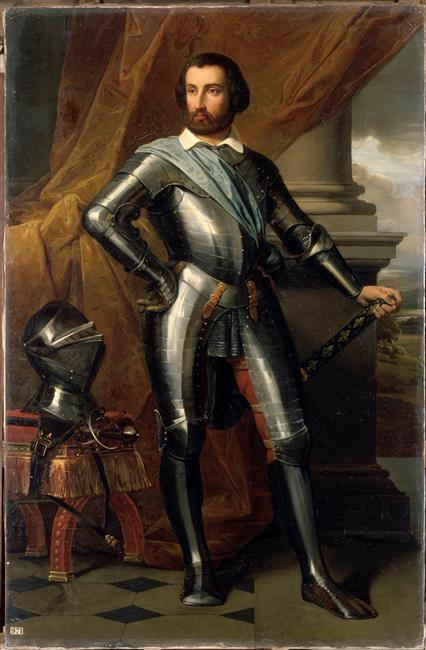
Robert III. de La Marck

- Johanna (1205–1271), Gräfin von Chiny
- Mathilde von Vianden (um 1207 – 1253), Ehefrau des Grafen Lothar I. von Are-Hochstaden
- Arnold II. (1210–1273), Graf von Loon und Chiny
- Johann von Avesnes (1218–1257), Graf von Hennegau
- Gerhard von Durbuy (1223 – um 1303), Graf von Durbuy und Herr von Roussy
- Ludwig IV. der Junge († 1226), Graf von Chiny
- Yolanda von Vianden (um 1231 – 1283), Priorin des Klosters Marienthal
- Ludwig V. (1235–1299), Graf von Chiny
- Arnold III. (1260–1323), Graf von Loon und Chiny
- Johann von Jandun (um 1285 – 1328), Philosoph, Theologe und politischer Theoretiker
- Watriquet Brassenel de Couvin (vor 1300 – um 1340), französischer Dichter
- Guillaume de Machaut (um 1302 – 1377), französischer Komponist und Dichter
- Ludwig VI. († 1336), Graf von Loon und Chiny
- Dietrich von Heinsberg († 1361), Graf von Loon und Chiny
- Thonis von Palant (um 1440 – 1502), Herr von Reuland und Neersen, Pfandherr von Monschau
- Wilhelm I. von der Mark (um 1446 – 1483), Herr von Sedan, Statthalter und Pfandinhaber von Bouillon
- Niklas Graf Salm der Ältere (1459–1530), Feldherr
- Robert II. de La Marck (1468–1536), Gouverneur von Bouillon und Herr von Sedan
- Erard de La Marck (1472–1538), katholischer Geistlicher
- Joachim Patinir (um 1477 – 1524), flämischer Maler und Zeichner
- Robert I. de La Marck († 1489), Gouverneur des Herzogtums Bouillon und Seigneur von Sedan
- Matthias von Held (um 1490 – 1563), Jurist und Reichsvizekanzler des Heiligen Römischen Reiches
- Robert III. de La Marck (1492–1536), Marschall von Frankreich
- Bartholomaeus Latomus (* um 1497 – 1570), Humanist und Hofrat der Erzbischöfe von Trier

## 1501–1700

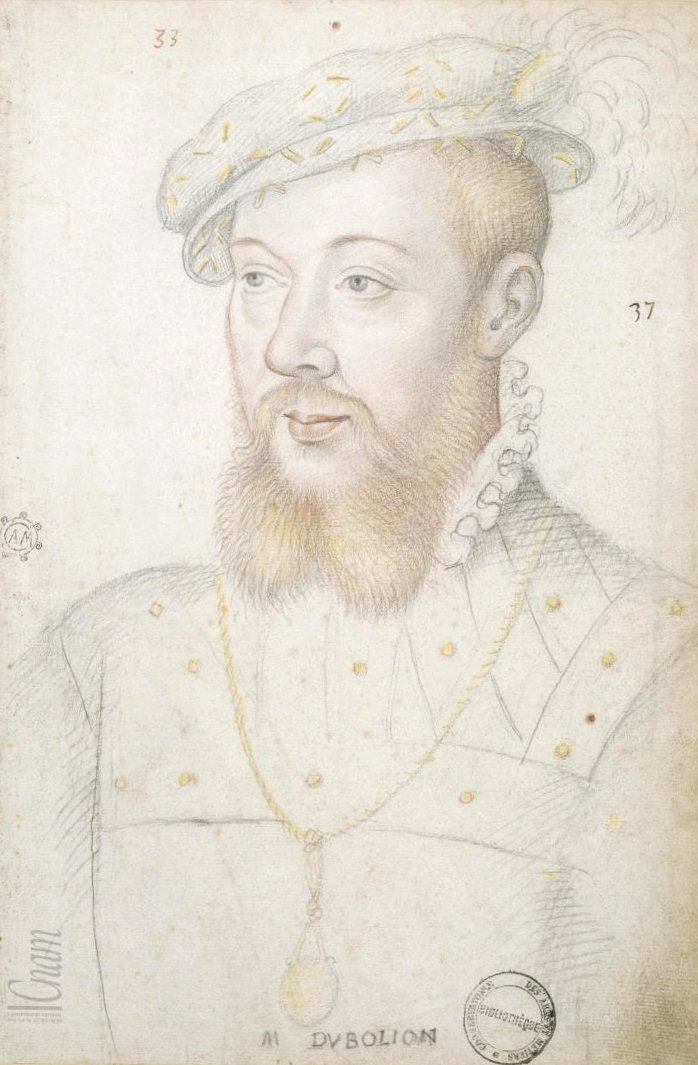
Robert IV. de La Marck

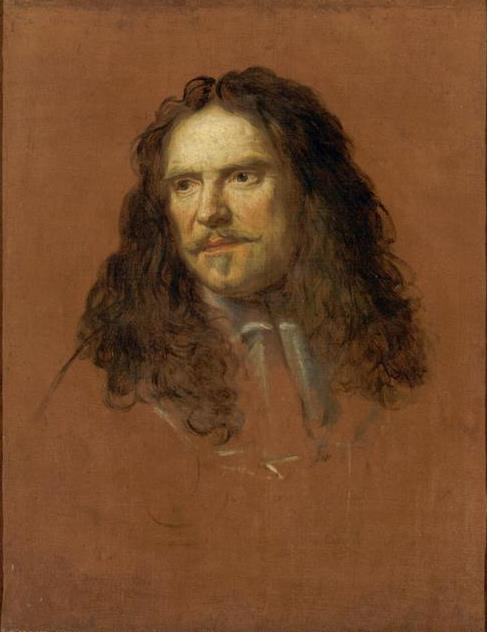
Henri de La Tour d’Auvergne, vicomte de Turenne

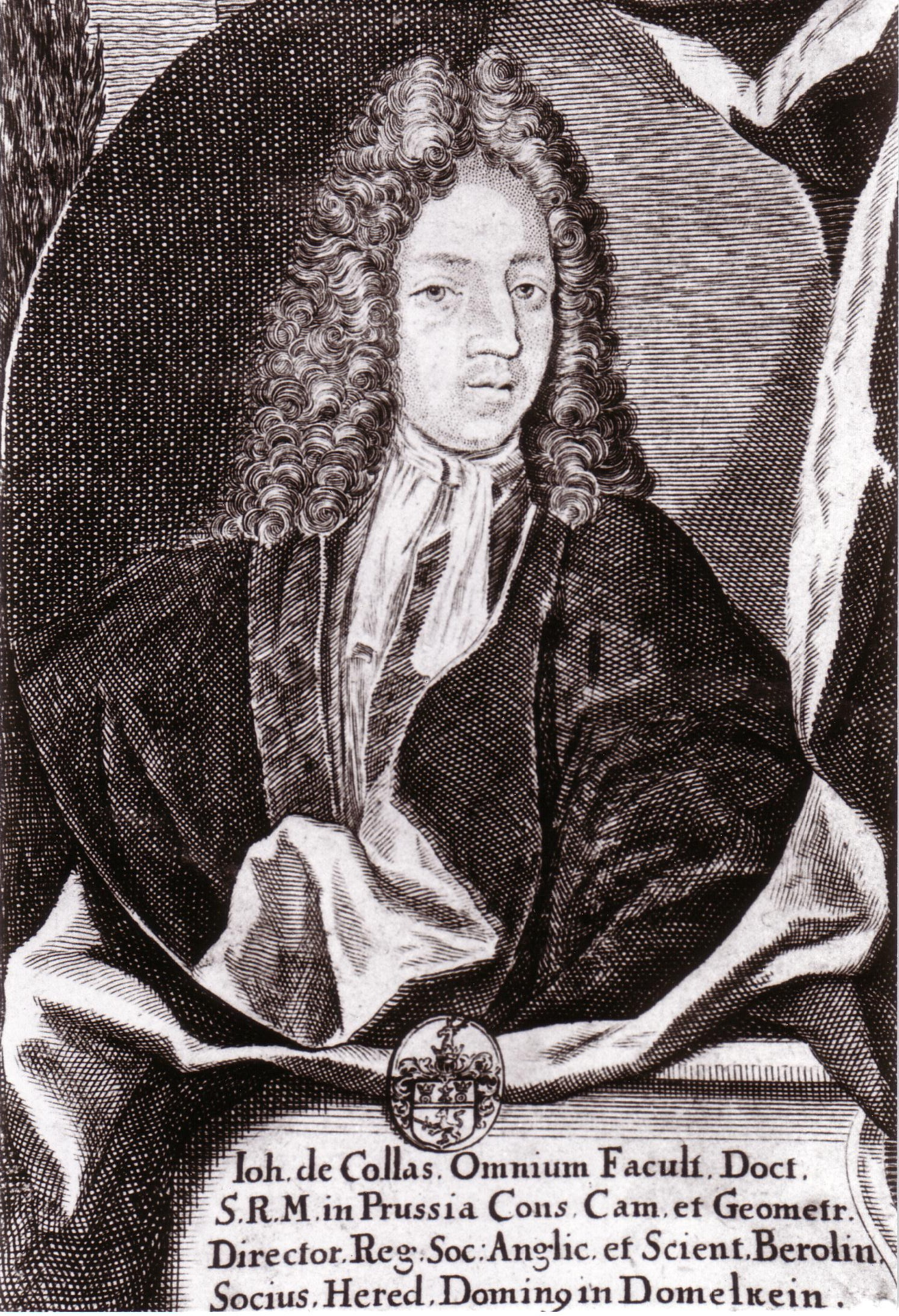
John von Collas

- Herri met de Bles (um 1500/10 – um 1557), Landschaftsmaler
- Martin Peudargent (um 1510 – um 1592), Kirchenmusiker und Hofkomponist
- Robert IV. de La Marck (1512–1556), Herr von Sedan, Herzog von Bouillon und Marschall von Frankreich
- Henri-Robert de La Marck (1539–1574), Herzog von Bouillon, Fürst von Sedan und Gouverneur der Normandie
- Charles Robert de La Marck (1541–1622), Graf von Maulévrier und Braine
- Nikolaus Elgard (um 1547 – 1587), katholischer Weihbischof
- Henri de La Tour d’Auvergne (1555–1623), Herzog von Bouillon und Marschall von Frankreich
- Guillaume Robert de La Marck (1563–1588), souveräner Herzog von Bouillon und Fürst von Sedan
- Jean Roberti (1569–1651), Jesuit
- Wilhelm Lamormaini (1570–1648), Jesuitenpater, Universitätslehrer und Beichtvater Kaiser Ferdinands II.
- Charlotte de La Marck (1574–1594), regierende Fürstin von Sedan und Herzogin von Bouillon
- Bertrand Tissier (um 1600 – 1672), französischer römisch-katholischer Theologe, Zisterzienser, Prior, Ordenshistoriker und Herausgeber
- Frédéric-Maurice de La Tour d’Auvergne (1605–1652), Herzog von Bouillon, französischer General und Führer der Fronde
- Nicolas Lefèvre (1610–1669), französischer Chemiker
- Henri de La Tour d’Auvergne, vicomte de Turenne (1611–1675), französischer Heerführer und Marschall von Frankreich
- Lothar Friedrich von Metternich-Burscheid (1617–1675), Bischof von Speyer und Worms, Erzbischof und Kurfürst von Mainz
- Jean Mabillon (1632–1707), französischer Benediktinermönch, Gelehrter und Begründer der Historischen Hilfswissenschaften
- Casimir Oudin (1638–1717), Bibliograph und Kirchenschriftsteller
- Elisabeth Marie Charlotte von Pfalz-Simmern (1638–1664), Pfalzgräfin von Simmern und Herzogin von Brieg
- Ludwig Heinrich Moritz von Pfalz-Simmern (1640–1674), Pfalzgraf und Herzog von Simmern-Kaiserslautern
- Henri Simonis (1640–1725), Tuchfabrikant
- Alexander Henn (1643–1698), deutscher Mönch und Abt der Benediktinerabtei St. Maximin bei Trier
- Arnold de Ville (1653–1722), Ingenieur in Diensten König Ludwigs XIV.
- Paul Aler (1656–1727), Jesuit, Philologe und Dichter
- Jean Meslier (1664–1729), französischer katholischer Priester, Kirchen- und Religionskritiker
- John von Collas (1678–1753), preußischer Gelehrter und Baumeister
- Jacques Michal (um 1680 – um 1750), französisch-deutscher Kartograph und Ingenieuroffizier
- Hyacinth Petit (1680–1719), Bischof der römisch-katholischen Kirche
- Jean Nollet (1681–1735), französischer Orgelbauer
- Renier Roidkin (1684–1741), wallonischer Maler
- Jacques Égide Duhan de Jandun (1685–1746), Erzieher Friedrich des Großen, braunschweigischer Bibliothekar und preußischer Geheimrat
- Ferdinand Karl Gobert von Aspremont-Lynden (1689–1772), Soldat
- Jean Ignace Roderique (1696–1756), Kölner Publizist und Historiker
- Oliver Legipont (1698–1758), deutscher Historiker und Bibliothekar

## 1701–1800

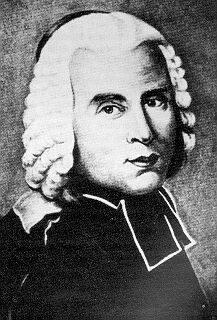
Nicolas-Louis de Lacaille

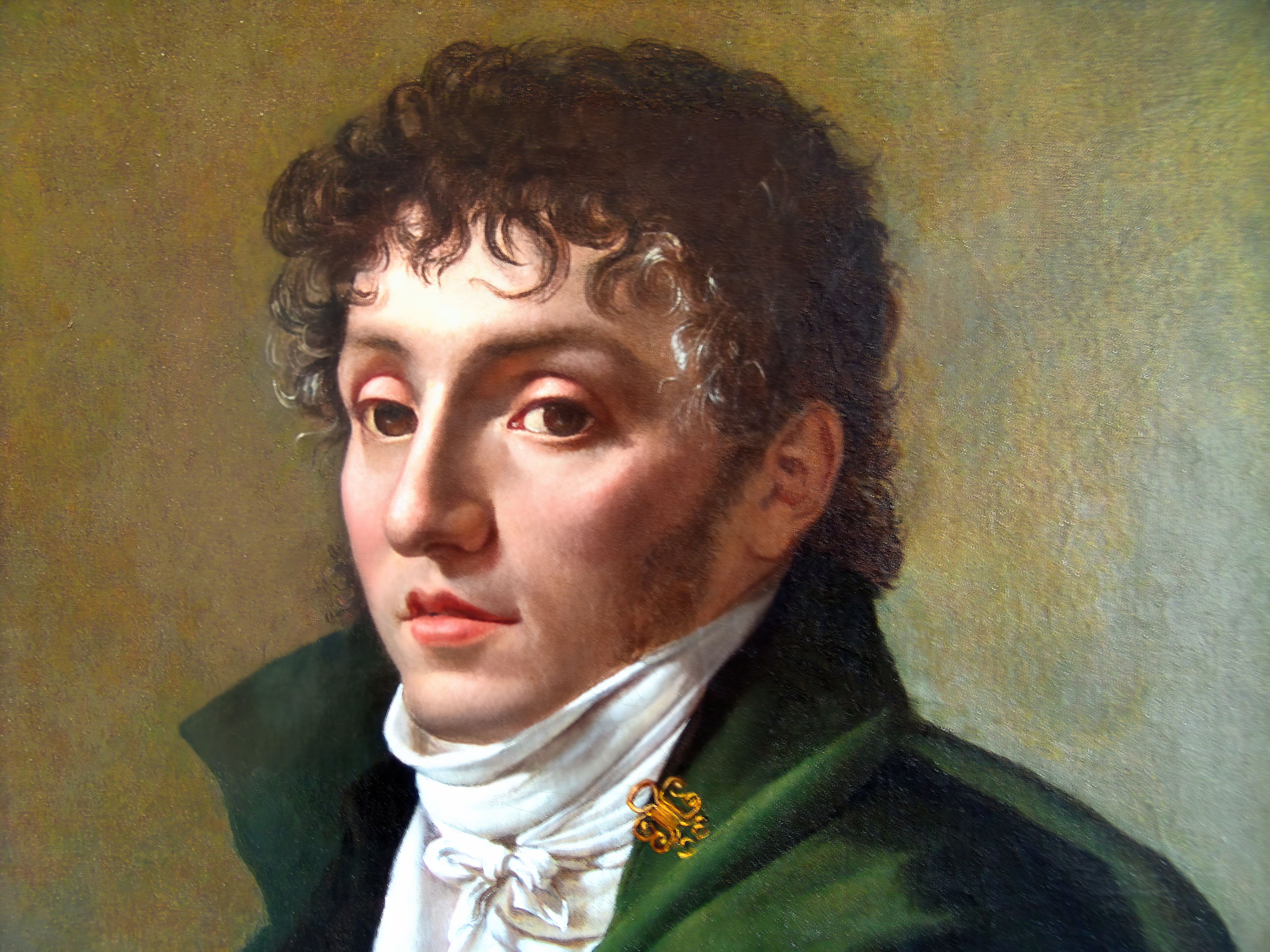
Étienne-Nicolas Méhul

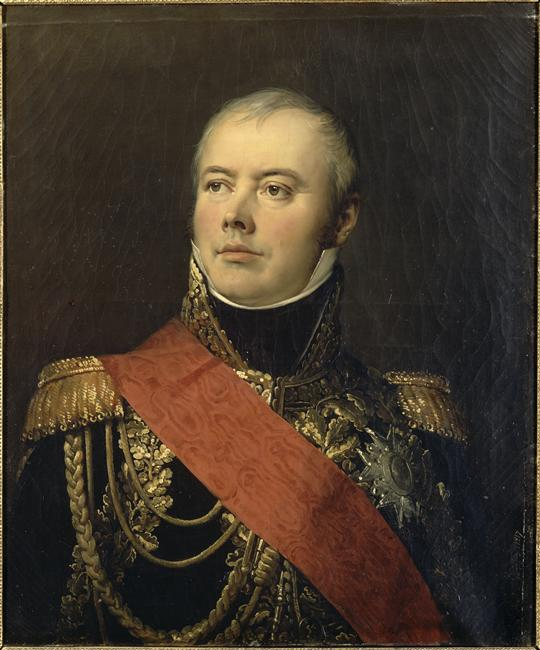
Jacques MacDonald

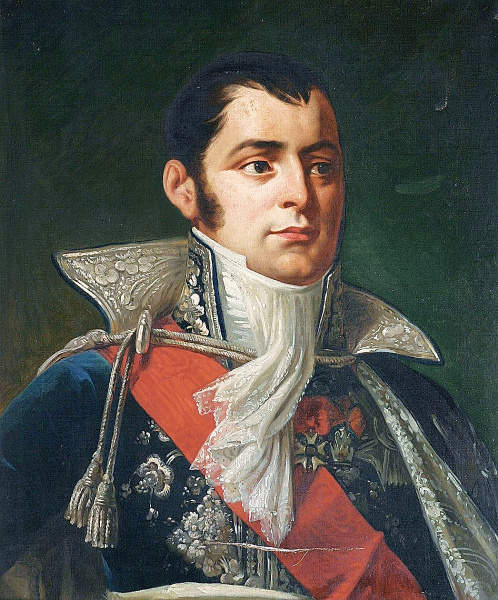
Anne-Jean-Marie-René Savary

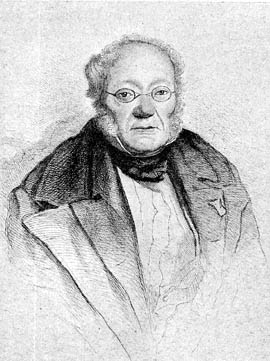
François-Antoine Habeneck

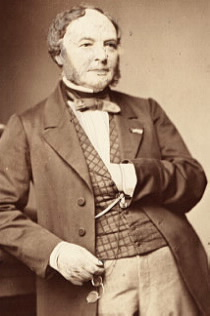
Louis Hachette

- Thomas Le Seur (1703–1770), französischer Mathematiker und Physiker
- Johann Kaspar Basselet von La Rosée (1710–1795), General der Bayerischen Armee
- Charles Batteux (1713–1780), französischer Kunsttheoretiker
- Nicolas-Louis de Lacaille (1713–1762), französischer Astronom
- Martin Legros (1714–1789), wallonischer Glockengießer
- Adam Chenot (1722–1789), wallonischer Pestarzt und Protomedicus in Siebenbürgen
- Jean François (1722–1791), französischer Benediktiner, Historiker und Romanist
- Pierre-Montan Berton (1727–1780), französischer Komponist, Dirigent und Tenor
- Rigobert Bonne (1727–1794), französischer Mathematiker und Kartograph
- Adolf von Hüpsch (1730–1805), Kölner Kunstsammler
- Laurent-Benoît Dewez (1731–1812), Architekt
- Jean-Joseph Merlin (1735–1803), belgischer Konstrukteur und Erfinder
- Maximilian Baillet von Latour (1737–1806), österreichischer General
- François Ignace Ervoil d’Oyré (1739–1799), französischer General
- François-Louis de Saillans (1741–1792), französischer Offizier
- Eugène Guillaume Alexis von Mercy-Argenteau (1743–1819), österreichischer Feldzeugmeister
- Jean-Charles de Coucy (1746–1824), französischer Geistlicher, Bischof von La Rochelle und Erzbischof von Reims
- Edmond Dubois-Crancé (1746–1814), französischer Politiker und Militär
- Jean Nicolas de Monard (1750–1831), französischer Militär
- Jean René Moreaux (1758–1795), französischer Général de division der Revolutionsarmee
- Pierre-Joseph Redouté (1759–1840), französischer Maler
- Jérôme-Joseph de Momigny (1762–1842), Komponist und Musiktheoretiker
- Jean Hardy (1763–1802), französischer General
- Étienne-Nicolas Méhul (1763–1817), französischer Komponist
- Jacques MacDonald (1765–1840), französischer General und Marschall von Frankreich
- Heinrich Simonis (1766–1821), preußischer Landrat im Landkreis Bitburg
- Jean Louis Piette (1767–1833), französisch-deutscher Papierfabrikant
- Jean Baptiste Coupienne (1768–1825), Gerbereibesitzer und Munizipalrat
- Henri-Antoine Jardon (1768–1809), französischer General der Infanterie
- Jean-Baptiste Migeon (1768–1845), Unternehmer und Politiker
- Jean-Baptiste Berton (1769–1822), französischer General
- Jean Nicolas Pierre Hachette (1769–1834), französischer Mathematiker
- Iwan Simonis (1769–1829), belgischer Unternehmer und Billardtuchfabrikant
- Nicolas Bernard Guiot de Lacour (1771–1809), französischer General
- Anne Pierre Nicolas de Lapisse (1773–1850), französischer Brigadegeneral
- Étienne Hulot (1774–1850), französischer General der Infanterie
- Anne-Jean-Marie-René Savary (1774–1833), französischer General
- Alexandre Louis Simon Lejeune (1779–1858), belgischer Arzt und Botaniker
- François-Julien Vannerus (1779–1850), Politiker und Notar
- François-Antoine Habeneck (1781–1849), französischer Violinist, Komponist und Dirigent
- Marie-Anne Libert (1782–1865), belgische Mykologin
- Charles Baudin (1784–1854), französischer Admiral
- Jacques Boucher de Perthes (1788–1868), französischer Zöllner und Amateur-Archäologe
- Jean Nicolas Ponsart (1788–1870), wallonischer Zeichner und Lithograf
- Peter Joseph Cassalette (1789–1849), Aachener Kratzenfabrikant
- Nicolas Lambert Wéry (1789–1867), belgischer Violinist, Komponist und Musikpädagoge
- Louis-Joseph Daussoigne-Méhul (1790–1875), französischer Komponist
- Félix Savart (1791–1841), französischer Arzt und Physiker
- Jean Louis Joseph Lebeau (1794–1865), belgischer Staatsmann
- Barthélemy Vieillevoye (1798–1855), belgischer Historien- und Porträtmaler sowie Hochschullehrer
- Louis Hachette (1800–1864), französischer Buchhändler und Autor

## 19. Jahrhundert

### 1801–1850

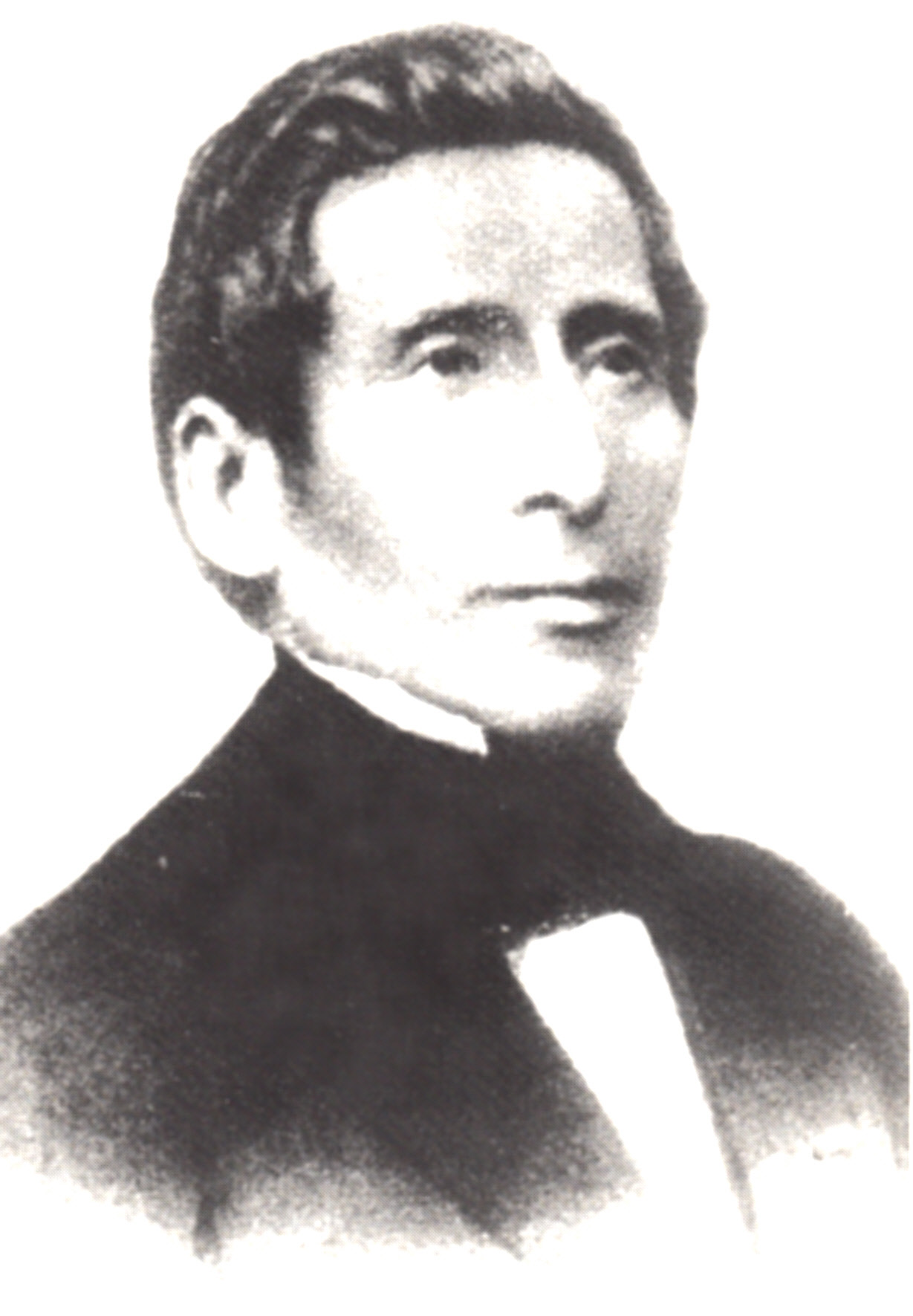
Louis Piette

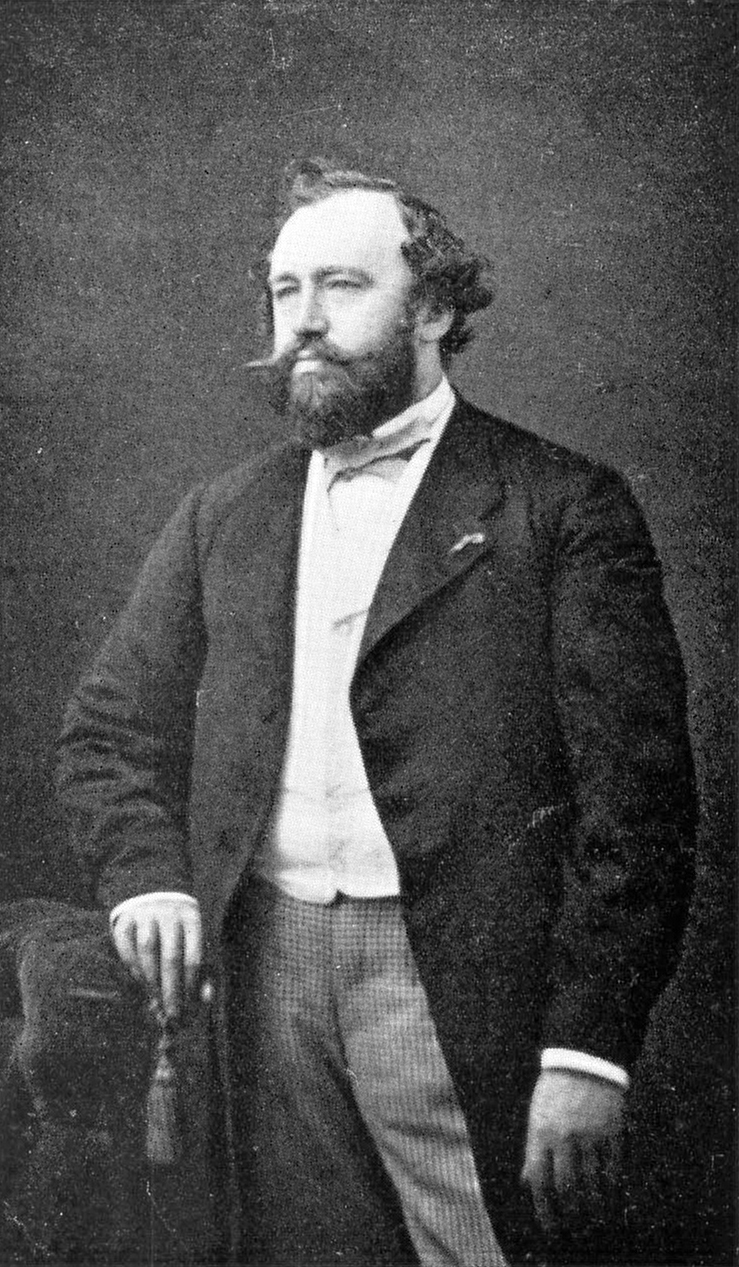
Adolphe Sax

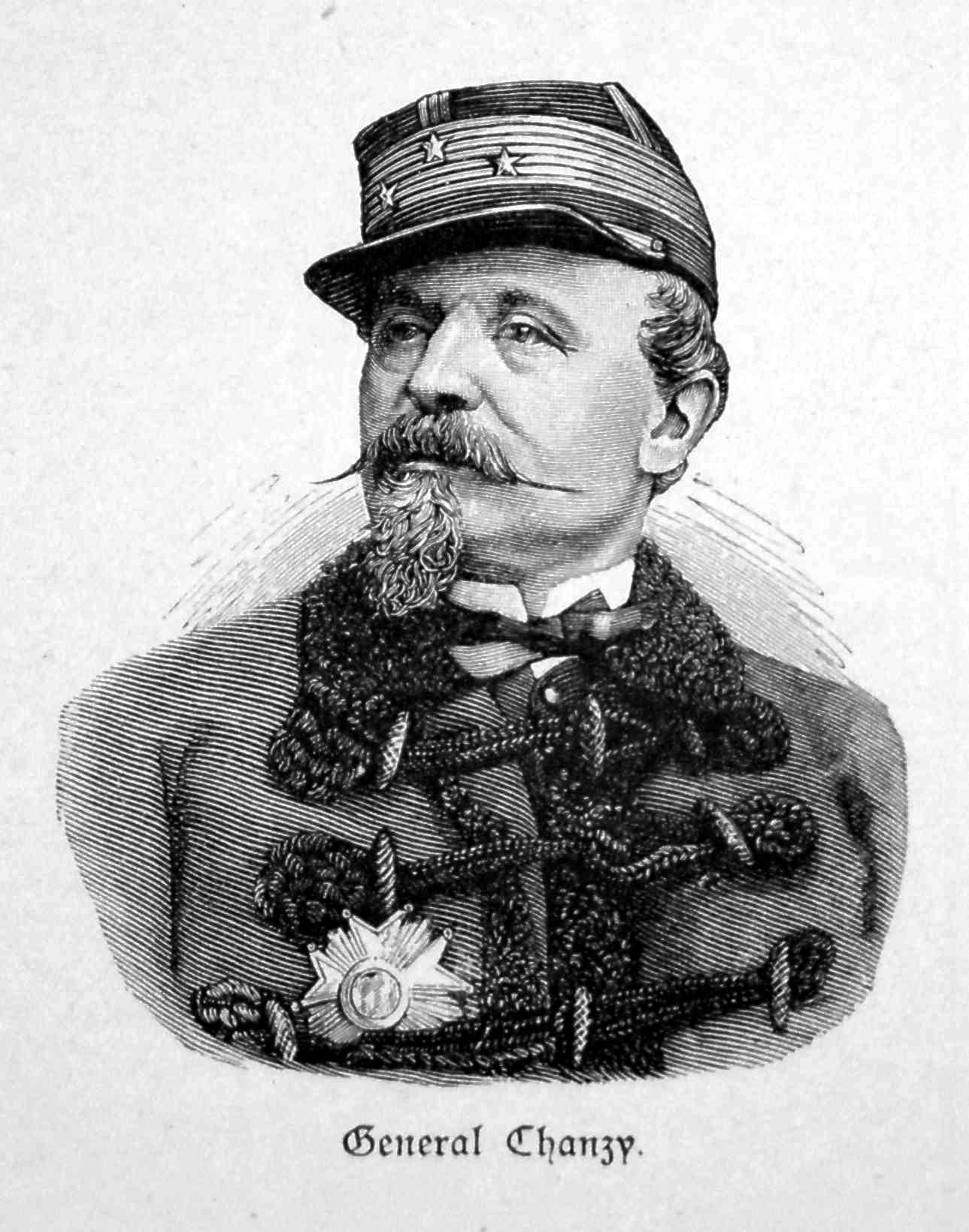
Alfred Chanzy

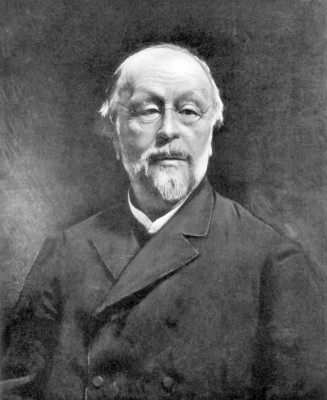
Hippolyte Taine

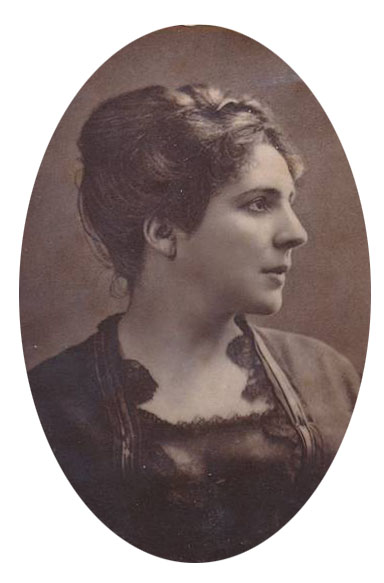
Agar

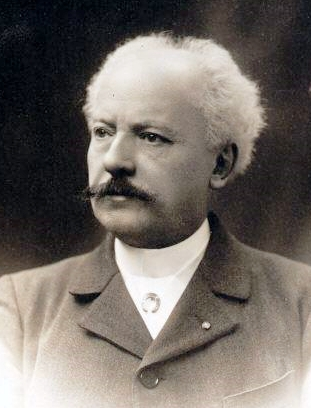
Victor Warot

- Louis Piette (1803–1862), französisch-preußischer Papierfabrikant, Erfinder, Verleger und Buchautor
- Jean-Baptiste Nothomb (1805–1881), belgischer Politiker und Diplomat
- Victor de Tornaco (1805–1875), luxemburgischer Politiker
- Richard Courtois (1806–1835), belgischer Botaniker
- Antoine Joseph Wiertz (1806–1865), belgischer Maler, Zeichner und Kupferstecher
- Alexandre Joseph Thomas (1810–1898), belgischer Historienmaler
- Victor Tesch (1812–1892), luxemburgisch-belgischer Politiker, Verleger und Hüttendirektor
- Nicolas Adames (1813–1887), luxemburgischer Bischof
- Jules Denefve (1814–1877), belgischer Cellist, Komponist, Dirigent und Musikpädagoge
- François Clément Sauvage (1814–1872), französischer Ingenieur und Geologe
- Adolphe Sax (1814–1894), belgischer Instrumentenbauer und Musiker, Erfinder des Saxophons
- Jean-Louis Périn (1815–1886), französischer Techniker, Erfinder, Geschäftsmann und Automobilpionier
- Alfred Skene (1815–1887), Industrieller und Abgeordneter zum Österreichischen Abgeordnetenhaus
- François Prume (1816–1849), belgischer Violinist und Komponist
- Édouard Thilges (1817–1904), luxemburgischer Politiker
- Jean-Mathieu Nisen (1819–1885), belgischer Porträt-, Historien- und Genremaler sowie Hochschullehrer
- Jules François Émile Krantz (1821–1914), französischer Marineoffizier
- Henri Vieuxtemps (1820–1881), belgischer Violinist und Komponist
- Alphonse Depuiset (1822–1886), französischer Entomologe
- Étienne Lenoir (1822–1900), Erfinder und Geschäftsmann
- Alfred Chanzy (1823–1883), französischer General und Diplomat
- Félicien Chapuis (1824–1879), belgischer Arzt und Entomologe
- Karl Arendt (1825–1910), luxemburgischer Architekt, Baubeamter und Schriftsteller
- Joseph Netzer (1826–1901), Bürgermeister von Arlon
- Auguste Dupont (1827–1890), belgischer Pianist und Komponist
- Hippolyte Taine (1828–1893), französischer Philosoph, Historiker und Kritiker
- Paul Nicolas Édouard Peltzer (1829–1903), belgischer Tuchfabrikant und Politiker
- François Crépin (1830–1903), belgischer Botaniker
- Alexis Heck (1830–1908), luxemburgischer Hotelbesitzer
- Auguste Peltzer (1831–1893), belgischer Tuchfabrikant und Politiker
- Agar, bürgerlich Marie Léonide Charvin (1832–1891), französische Bühnenschauspielerin
- Joseph Doutrelepont (1834–1918), deutscher Chirurg und Dermatologe
- Victor Warot (1834–1906), belgischer Opernsänger
- Joseph Dupont (1838–1899), belgischer Violinist, Komponist und Dirigent
- Frantz Jehin-Prume (1839–1899), belgischer Violinist und Komponist
- Anton Bettendorf (1839–1902), deutscher Chemiker
- Oswald von Frühbuss (1839–1899), preußischer Landrat des Kreises Malmedy
- Xavier Neujean (1840–1914), belgischer liberaler Politiker
- Henri-Louis Dupray (1841–1909), französischer Maler
- Numa Ensch-Tesch (1841–1929), belgischer Rechtsanwalt und Politiker
- Paul Eyschen (1841–1915), luxemburgischer Politiker
- Alfred Simonis (1842–1931), belgischer Politiker und Senatspräsident
- Ernest Blanc-Garin (1843–1916), belgischer Porträt- und Landschaftsmaler
- Mathias Mongenast (1843–1926), luxemburgischer Politiker und Anwalt
- Paul Mansion (1844–1919), belgischer Mathematiker und Wissenschaftshistoriker
- Godefroid Kurth (1847–1916), belgischer Historiker
- Mary Paillon (1848–1946), französische Bergsteigerin und Autorin
- Charles-Marie de Braconnier (1849–1917), belgischer Soldat und Kolonialbeamter
- Nicolas Pietkin (1849–1921), belgischer Priester und wallonischer Aktivist
- Emile Delperée (1850–1896), belgischer Genre- und Historienmaler sowie Kunstpädagoge

### 1851–1900

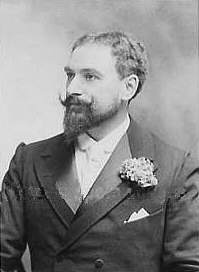
Pol Plançon

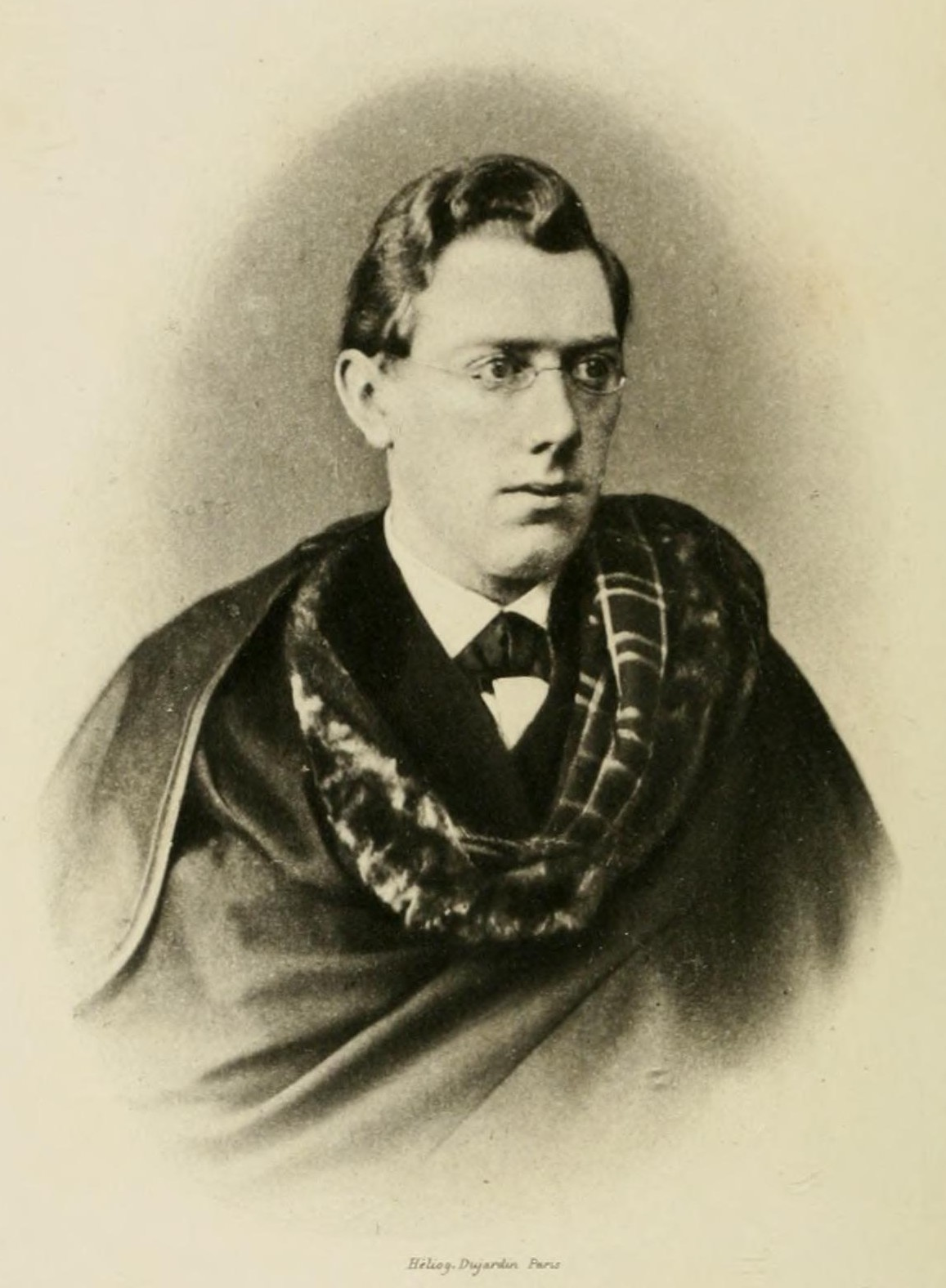
Charles Graux

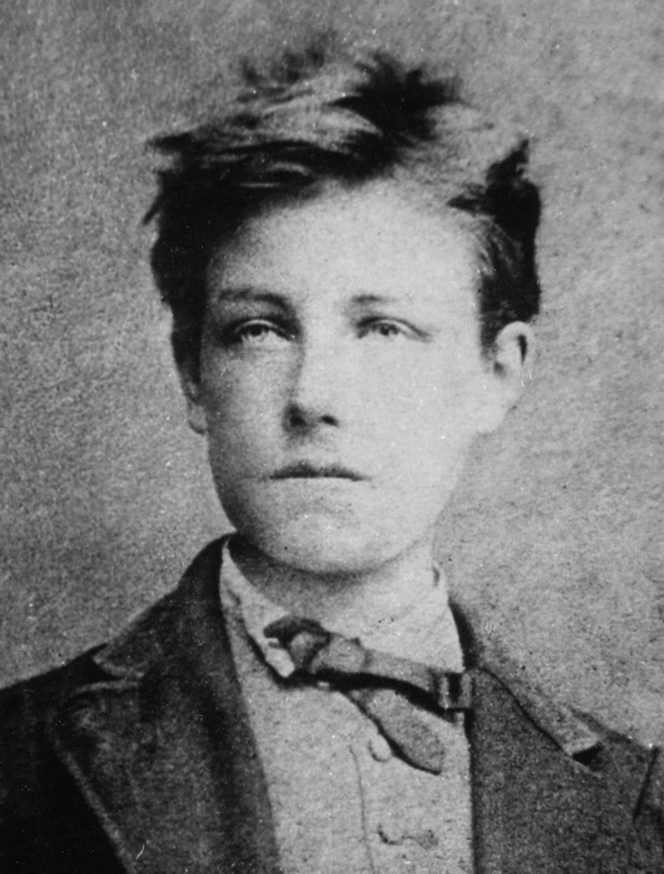
Arthur Rimbaud

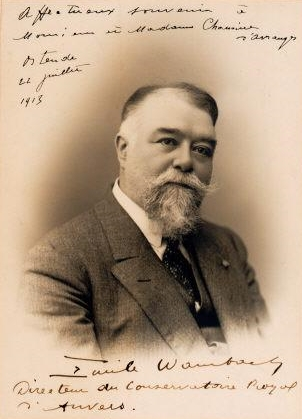
Émile Wambach

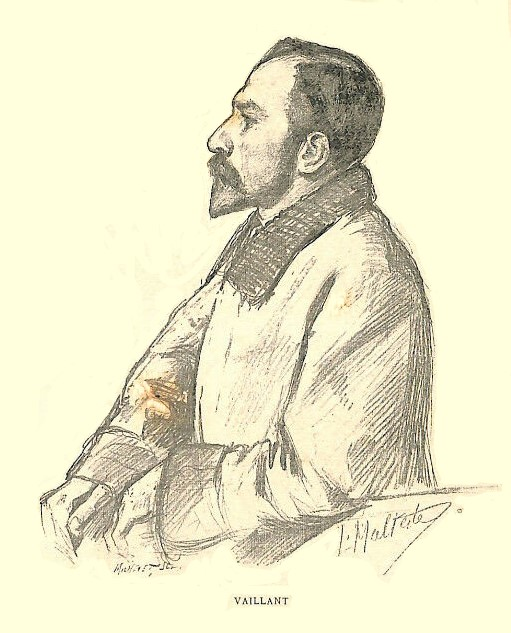
Auguste Vaillant

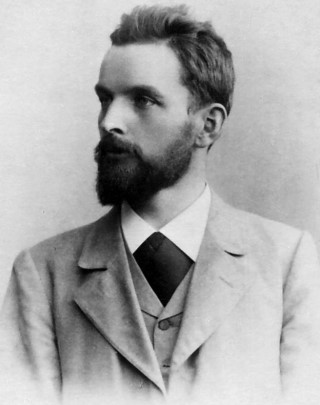
Silvio Gesell

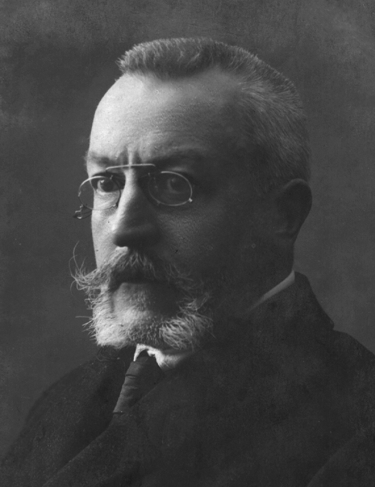
Henri Pirenne

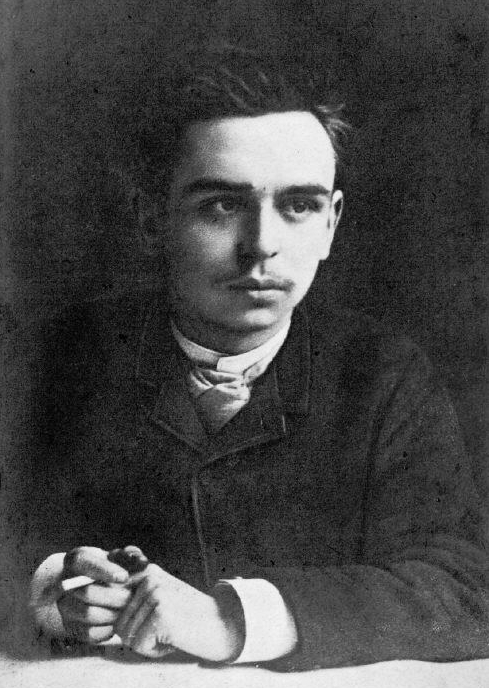
Guillaume Lekeu

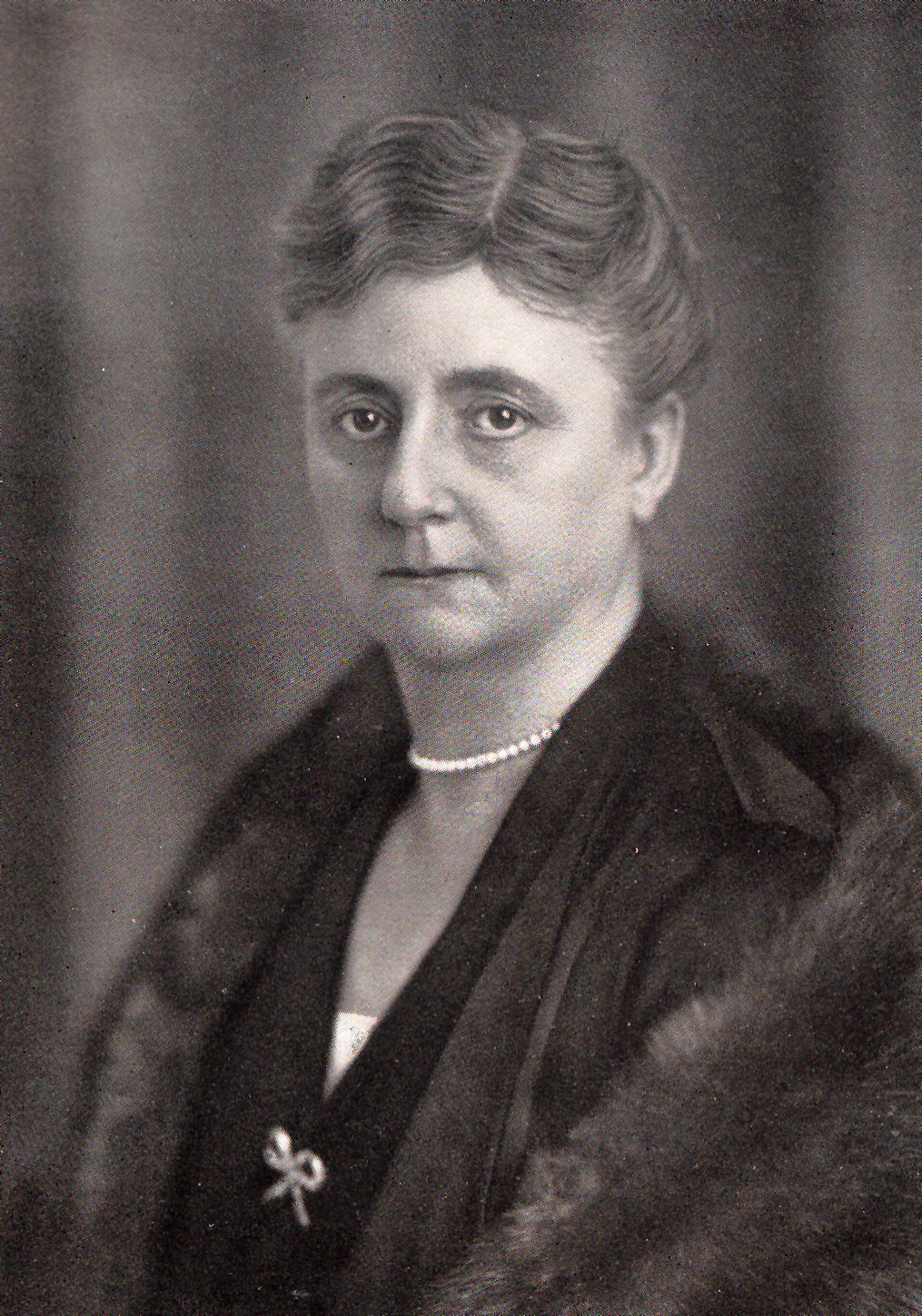
Olga Zanders

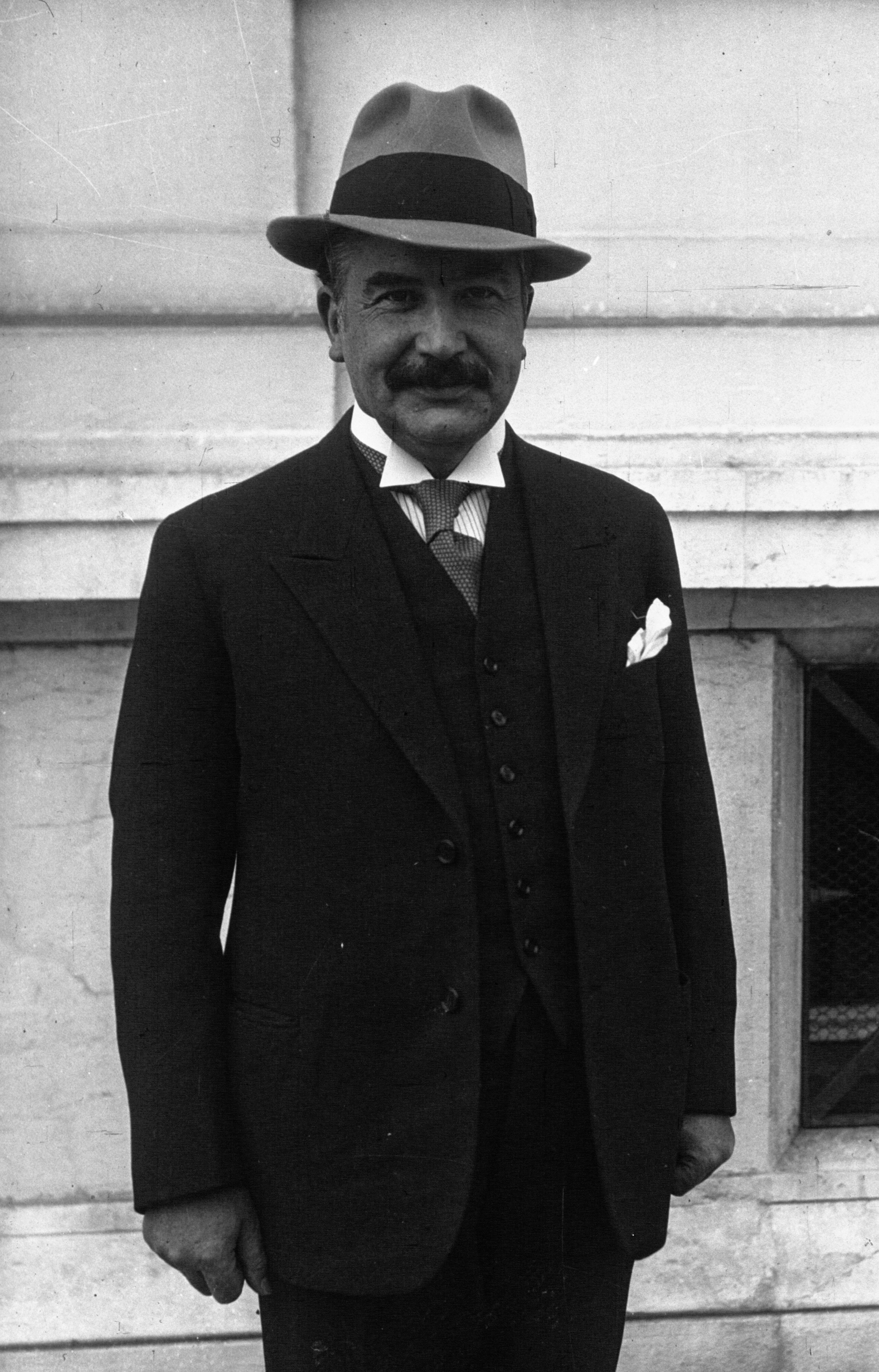
Joseph Bech

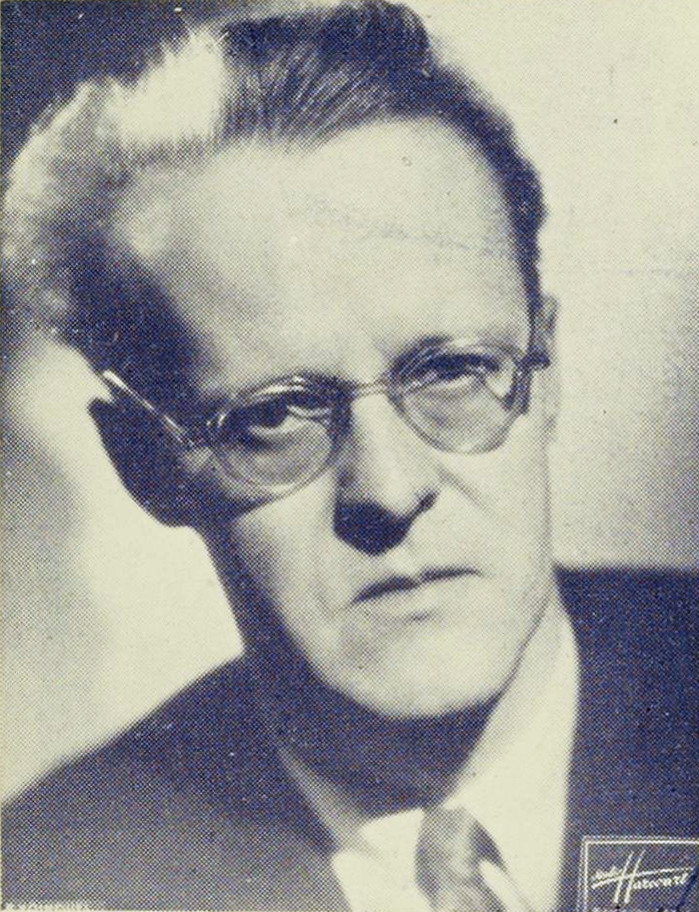
Steve Passeur

- Pol Plançon (1851–1914), französischer Opernsänger
- Nicolas van Werveke (1851–1926), luxemburgischer Gymnasiallehrer und Historiker
- Pierre Joseph Dubois (1852–1924), französischer Général de division
- Charles Graux (1852–1882), französischer Klassischer Philologe und Paläograph
- Arthur Chuquet (1853–1925), französischer Historiker
- Leopold van Werveke (1853–1933), deutsch-luxemburgischer Geologe
- Arthur Rimbaud (1854–1891), französischer Dichter
- Émile Wambach (1854–1924), belgischer Komponist, Dirigent und Musikpädagoge
- Henri Mialaret (1855–1919), französischer Segler
- Alphonse Jacques de Dixmude (1858–1928), belgischer Soldat und Kolonialadministrator im Kongo-Freistaat
- Édouard Peltzer (1859–1934), belgischer Tuchfabrikant und Politiker
- Auguste Vaillant (1861–1894), französischer Anarchist und Attentäter
- Raymond Donau (1862–1930), französischer Offizier und Amateurarchäologe
- Silvio Gesell (1862–1930), Begründer der Freiwirtschaftslehre
- Henri Pirenne (1862–1935), belgischer Historiker
- Clément Servais (1862–1935), belgischer Mathematiker
- Jeanne Trimborn (1862–1919), Mitglied der katholischen Frauenbewegung
- Georges Hubin (1863–1947), belgischer Politiker
- Charles Magnette (1863–1937), belgischer Politiker
- Auguste Marchant (1863–1923), belgischer Generalmajor und Oberbefehlshaber der Force Publique in Belgisch-Kongo
- Théo Ysaÿe (1865–1918), belgischer Komponist und Pianist
- Lucy Berthet (1866–1941), belgische Opernsängerin
- Jean Haust (1868–1946), belgischer Romanist und Wallonist
- Gaston Darbour (1869–1941), französischer Grafiker
- Philippe Molitor (1869–1952), belgischer Generalleutnant
- Jules Poncelet (1869–1952), belgischer Politiker
- Pol Bouin (1870–1962), französischer Mediziner, Zytologe, Endokrinologe und Histologe
- Paul Christophe (1870–1957), belgischer Bauingenieur
- Guillaume Lekeu (1870–1894), belgischer Komponist
- Mathieu Crickboom (1871–1947), belgischer Violinist und Violinpädagoge
- Eduard Jüngerich (1872–1935), deutscher Architekt, Stadtplaner und Baubeamter
- Alfred Pfaff (1872–1954), deutscher Industrieller und Politiker
- Rudolf von Xylander (1872–1946), deutscher Offizier und Militärhistoriker
- Olga Zanders (1872–1946), deutsche Papierfabrikantin
- Bernard Arens (1873–1954), luxemburgischer katholischer Theologe und Schriftsteller
- Mathieu Quoidbach (1873–1951), belgischer Radrennfahrer
- Henri Buttgenbach (1874–1964), belgischer Wirtschaftsgeologe und Mineraloge
- Georges Hostelet (1875–1960), belgischer Chemieingenieur, Statistiker, Sozialwissenschaftler und Philosoph
- René Guyon (1876–1963), französisch-thailändischer Rechtsphilosoph und Rechtsanwalt
- Paul Rivet (1876–1958), französischer Ethnologe und Arzt
- Victor Vreuls (1876–1944), belgischer Violinist, Dirigent und Komponist
- Albert Dupuis (1877–1967), belgischer Komponist
- Jeanne Mélin (1877–1964), französische Feministin, Pazifistin, Schriftstellerin und Politikerin
- Damian Kratzenberg (1878–1946), Vorsitzender der Volksdeutschen Bewegung in Luxemburg
- Paul Tschoffen (1878–1961), belgischer Politiker
- Leopold Mathäus Delhez (1879–1943), deutsch-belgischer römisch-katholischer Geistlicher und Märtyrer
- Albert Counson (1880–1933), belgischer Romanist
- Jules de Grand Ry (1880–1966), belgischer Staatsbeamter und Bürgermeister von Eupen
- Fernand Angel (1881–1950), französischer Herpetologe und Ichthyologe
- Albert Caquot (1881–1976), französischer Ingenieur
- Henri Grégoire (1881–1964), belgischer Historiker und Byzantinist
- Abbé Sosson (1881–1945), belgischer römisch-katholischer Geistlicher und Märtyrer
- Robert Debré (1882–1978), französischer Kinderarzt
- Emile Joseph Labarre (1883–1965), britischer Linguist, Papierhistoriker und Wasserzeichenforscher
- Leon Lauffs (1883–1956), deutscher Bildhauer, Grafiker und Maler
- Guy Weitz (1883–1970), belgischer Organist und Komponist
- Yvan Goor (1884–1958), belgischer Rad- und Motorradrennfahrer
- Henri Guilbeaux (1884–1938), französischer Journalist, Schriftsteller, Pazifist und Kommunist
- Georges Moussiaux (1884–1945), belgischer römisch-katholischer Geistlicher und Märtyrer
- Oscar Sevrin (1884–1975), belgischer Ordensgeistlicher und römisch-katholischer Bischof von Raigarh-Ambikapur
- Gustave Charlier (1885–1959), belgischer Romanist und Literaturwissenschaftler
- Paul Bazelaire (1886–1958), französischer Violoncellist
- Firmin Lambot (1886–1964), belgischer Radrennfahrer
- Pierre Prüm (1886–1950), luxemburgischer Politiker
- Joseph Bech (1887–1975), luxemburgischer Politiker
- Auguste Distave (1887–1947), belgischer Kunstlehrer und Graphiker
- Leo Trouet (1887–1944), Jurist und Notar, Opfer des NS-Regimes
- Alphonse Bossart (1888–1963), belgischer römisch-katholischer Ordensgeistlicher und Apostolischer Vikar von Ipamu
- Auguste Buisseret (1888–1965), belgischer Politiker
- Léon Scieur (1888–1969), belgischer Radrennfahrer
- Julien Joseph Leplat (1889–1944), belgischer römisch-katholischer Geistlicher und Märtyrer
- Adolphe Rome (1889–1971), belgischer Klassischer Philologe und Wissenschaftshistoriker
- Henri Springuel (1889–1957), belgischer Autorennfahrer
- Théophile Tavier (1889–1944), belgischer römisch-katholischer Geistlicher und Märtyrer
- Jean Brachmond (1892–1942), luxemburgischer römisch-katholischer Geistlicher und Märtyrer
- Jean Genten (1892–1944), belgischer römisch-katholischer Geistlicher und Märtyrer
- Jean-Baptiste Huart (1892–1944), belgischer römisch-katholischer Geistlicher und Märtyrer
- Alfred Mottard (1892–1945), belgischer Radsportler
- Heinrich Josten (1893–1948), deutscher SS-Obersturmführer
- Edgard Rouyer (1893–1945), belgischer römisch-katholischer Geistlicher und Märtyrer
- Armand Capon (1894–1945), belgischer römisch-katholischer Geistlicher und Märtyrer
- Joseph Martin Peters (1894–1943), belgischer römisch-katholischer Geistlicher und Märtyrer
- Maurice Grevisse (1895–1980), belgischer Grammatiker
- Arthur Masson (1896–1970), belgischer Schriftsteller
- Jean-Baptiste Piron (1896–1974), belgischer General und Kommandeur der belgischen Streitkräfte in Deutschland
- Marie Howet (1897–1984), belgische Illustratorin und Malerin des Expressionismus
- Paul Delvaux (1897–1994), belgischer Maler
- Max Houben (1898–1949), belgischer Leichtathlet und Bobsportler
- Joseph Origer (1898–1945), belgischer römisch-katholischer Geistlicher und Märtyrer
- Joseph-Adolphe Alzinger (1899–1978), belgischer römisch-katholischer Geistlicher und Schriftsteller
- Emile Colling (1899–1981), luxemburgischer Politiker
- Fernand Desonay (1899–1973), belgischer Romanist und Schriftsteller
- Jules Grandjean (1899–1945), belgischer römisch-katholischer Geistlicher und Märtyrer
- Steve Passeur (1899–1966), französischer Dramatiker
- André Dhôtel (1900–1991), französischer Schriftsteller
- Paul Hammer (1900–1978), luxemburgischer Sprinter und Weitspringer
- Carl Kaufmann (1900–1980), deutscher Gynäkologe und Geburtshelfer
- Marcelle Sauvageot (1900–1934), französische Schriftstellerin und Lehrerin
- Jacques de Thier (1900–1996), belgischer Botschafter
- Demy Trausch (1900–1945), luxemburgischer römisch-katholischer Geistlicher und Märtyrer

## 20. Jahrhundert

### 1901–1925

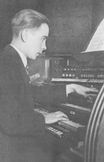
Albert Leblanc

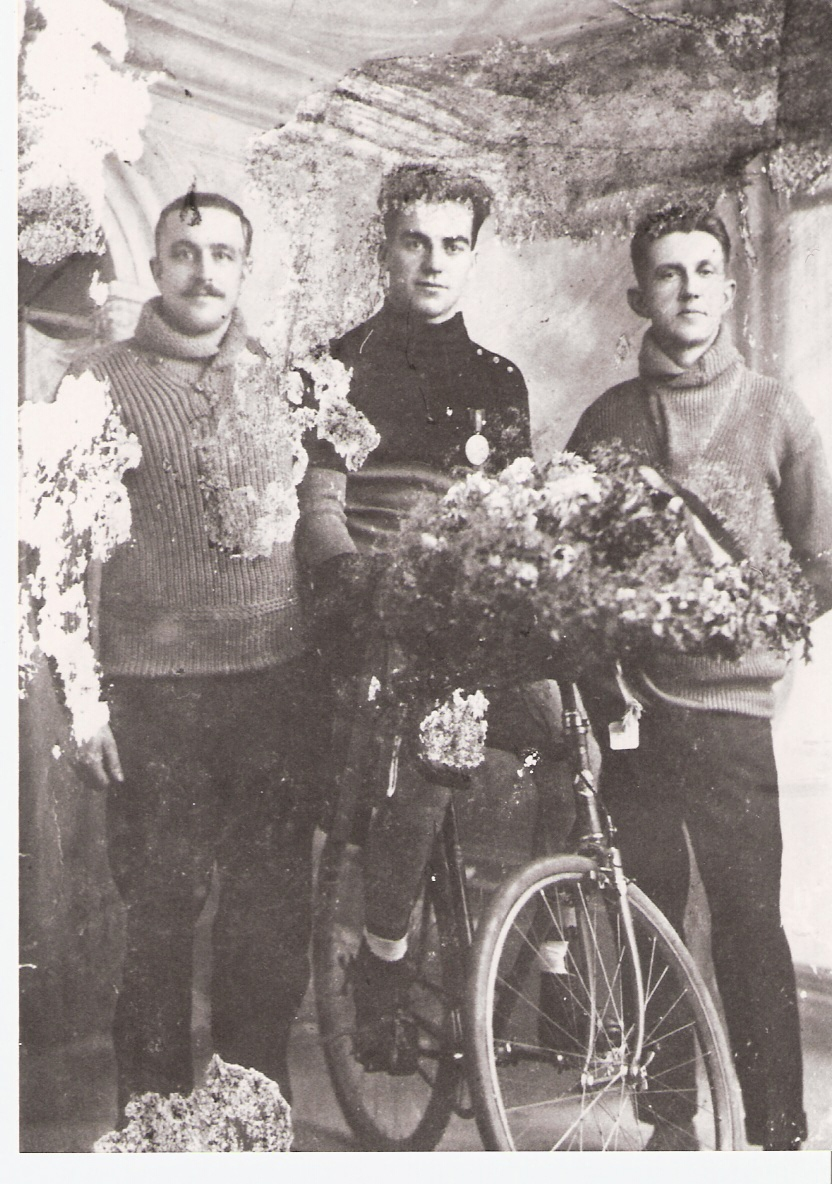
Georges Lemaire (Mitte)

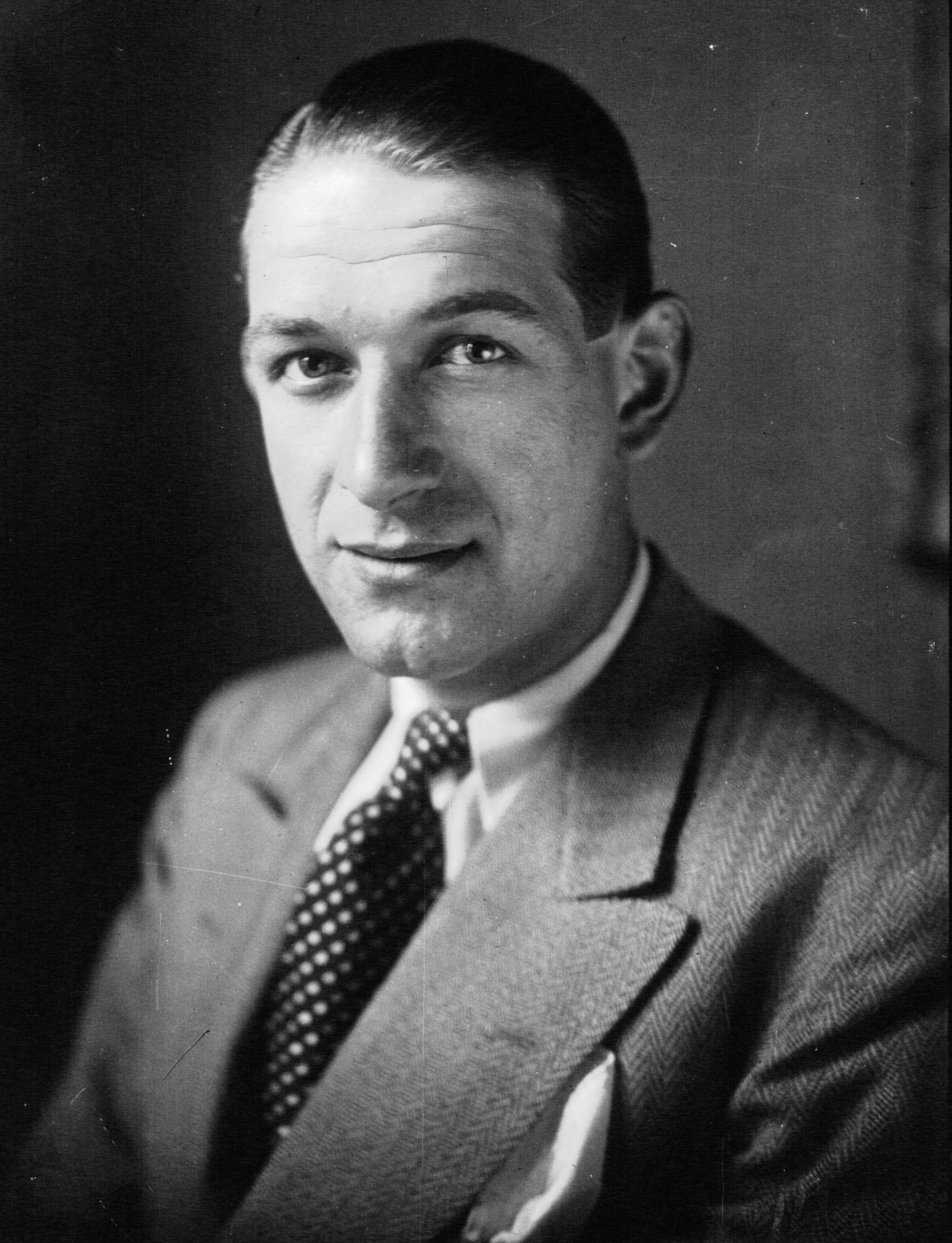
Raymond Sommer

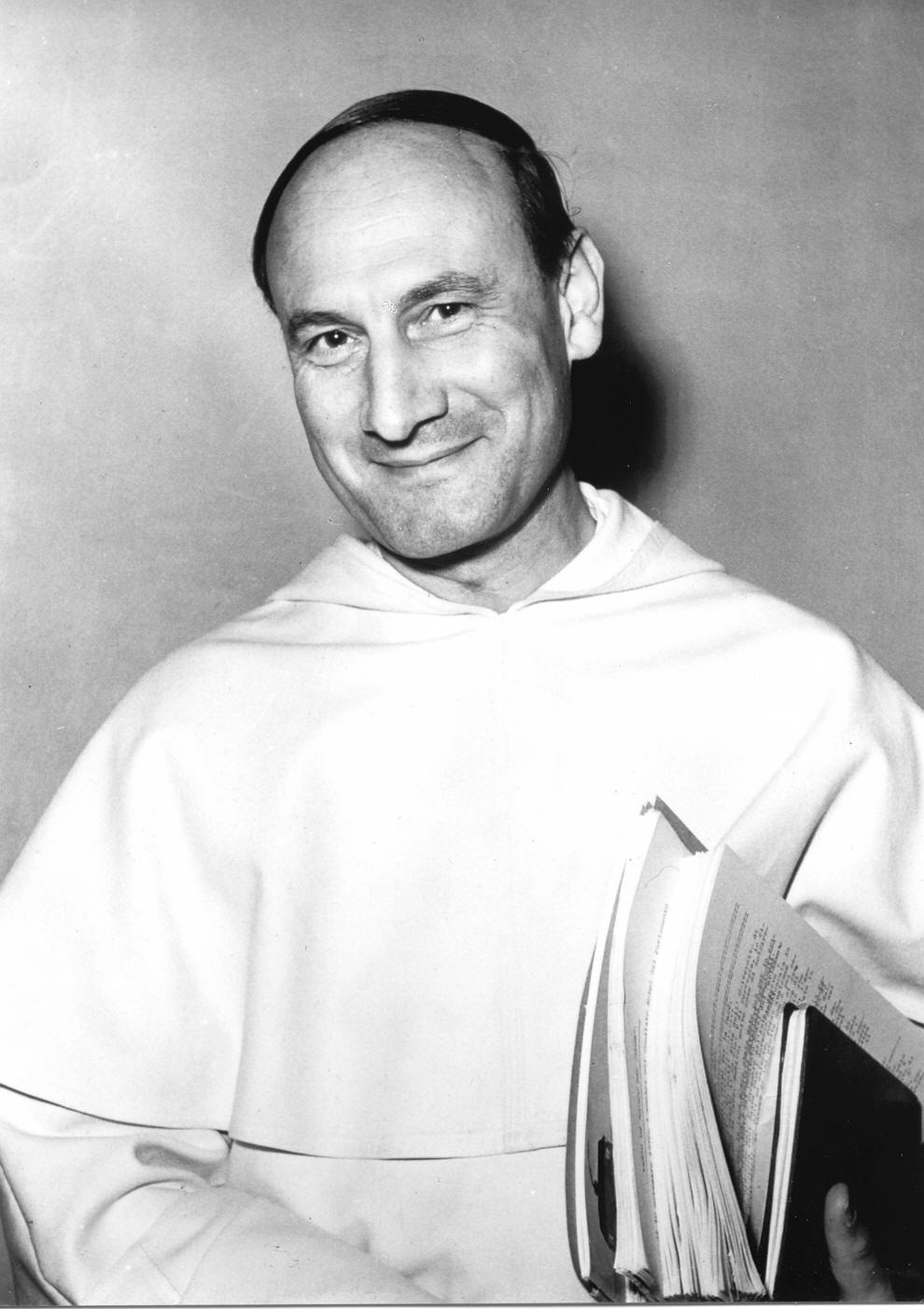
Dominique Pire

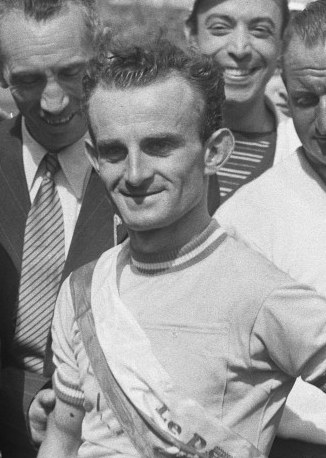
Jean Robic

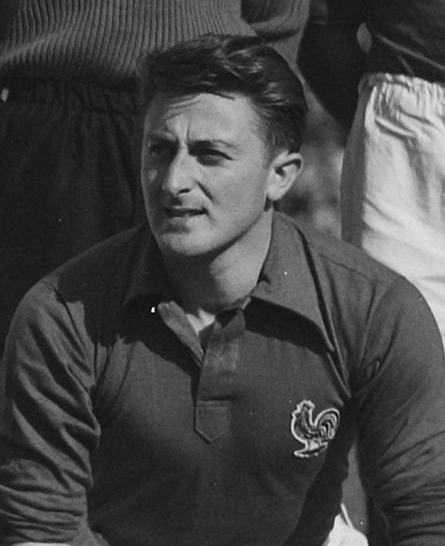
Pierre Flamion

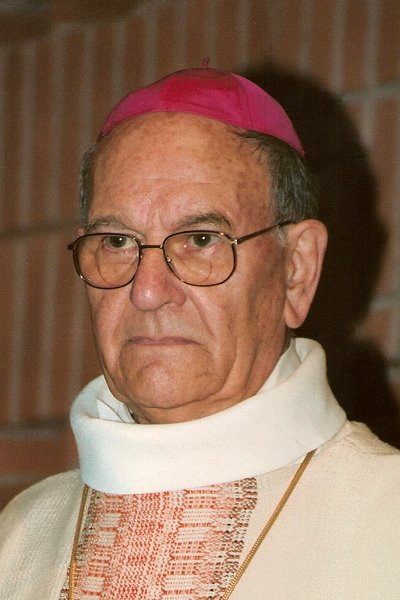
Guy Herbulot

- Raymond Druart (1901–1968), französischer Filmarchitekt
- René Lafuite (1901–1964), französischer Filmproduzent
- Sylvain Julien Victor Arend (1902–1992), belgischer Astronom
- Jos Breyre (1902–1995), Jazzmusiker
- Charles-Marie Himmer (1902–1994), katholischer Bischof
- Hermann Hagestedt (1903–1976), deutscher Dirigent
- Étienne Lamotte (1903–1983), belgischer Priester, Indologe und Professor für Griechisch
- Albert Leblanc (1903–1987), belgischer Komponist und Organist
- Jacques Magnée (1903–1943), belgischer römisch-katholischer Geistlicher, Jesuit und Märtyrer
- Joseph Martin (1903–1982), belgischer Ordensgeistlicher und römisch-katholischer Bischof von Bururi
- Yves Congar (1904–1995), französischer Theologe und Kardinal
- Louis Pesch (1904–1959), luxemburgischer Radrennfahrer
- Jeanne-Marie Darré (1905–1999), französische Pianistin
- René Defossez (1905–1988), belgischer Komponist und Dirigent
- Georges Goffinet (1905–1945), belgischer römisch-katholischer Geistlicher und Märtyrer
- Wilhelm Koep (1905–1999), deutscher Architekt
- Georges Lemaire (1905–1933), belgischer Radrennfahrer
- Léon Degrelle (1906–1994), Führer der belgischen Rexisten und Offizier der Waffen-SS
- Raymond Sommer (1906–1950), französischer Autorennfahrer
- Jourdain-Willy Dressen (1908–1945), belgischer römisch-katholischer Geistlicher, Dominikaner und Märtyrer
- Henri Garnier (1908–2003), belgischer Radsportler
- Claude Herbulot (1908–2006), französischer Schmetterlingsforscher
- Madeleine Ozeray (1908–1989), belgische Theater- und Filmschauspielerin
- Camille Schmit (1908–1976), belgischer Komponist, Organist und Musikpädagoge
- Arthur Georges (1909–1944), belgischer römisch-katholischer Geistlicher und Märtyrer
- Léon Lacroix (1909–2016), belgischer Numismatiker und Klassischer Archäologe
- Raymond Micha (1910–2006), belgischer Musiker und Komponist
- Dominique Pire (1910–1969), belgischer Dominikaner-Mönch, Gründer von Hilfsorganisationen und Friedensnobelpreisträger
- Louis Remacle (1910–1997), belgischer Linguist, Romanist und Schriftsteller
- Camille Titeux (1910–1978), französischer Politiker
- Raoul Ubac (1910–1985), belgischer Maler, Fotograf und Bildhauer
- Edouard Adam (1911–1944), luxemburgisch-belgischer römisch-katholischer Geistlicher und Märtyrer
- Henry Cravatte (1911–1990), luxemburgischer Jurist und Politiker
- Albert Hupperts (1911–1974), belgischer Botschafter
- Angèle Manteau (1911–2008), belgische Verlegerin
- Victor Abens (1912–1993), luxemburgischer Widerstandskämpfer und Politiker
- Constant Bilocq (1912–1945), belgischer römisch-katholischer Geistlicher und Märtyrer
- Emile Boufflette (1912–1945), belgischer römisch-katholischer Geistlicher und Märtyrer
- Joseph Mostert (1912–1967), belgischer Mittelstreckenläufer
- Marcel Nicolet (1912–1996), belgischer Geo- und Astrophysiker
- Luc Bermar (1913–1999), belgischer Autor
- Edmond Dune (1914–1988), luxemburgischer Autor, Dichter und Dramaturg
- Joseph Gillain (Jijé) (1914–1980), belgischer Comic-Zeichner und Autor
- Charles Hanin (1914–2012), belgischer Jurist und Politiker
- Charles Massonet (1914–1996), belgischer Bauingenieur
- Jules Collignon (1915–1944), belgischer römisch-katholischer Geistlicher und Märtyrer
- Léopold Hoffmann (1915–2008), luxemburgischer Schriftsteller
- Raymond Leblanc (1915–2008), belgischer Comicverleger, Filmproduzent und Filmregisseur
- René Taton (1915–2004), französischer Mathematik- und Wissenschaftshistoriker
- Robert-Joseph Mathen (1916–1997), Bischof von Namur
- Jean Mergeai (1918–1945), belgischer römisch-katholischer Geistlicher und Märtyrer
- Hans E. Schons (1919–2005), deutscher Schauspieler
- Albert Borschette (1920–1976), luxemburgischer Schriftsteller, Politiker und EG-Kommissar
- Robert Nicolas (1920–1944), belgischer römisch-katholischer Geistlicher und Märtyrer
- Julien Ries (1920–2013), katholischer Priester, Theologe, Altorientalist und Religionshistoriker
- Eugen Rittweger de Moor (1921–1984), belgischer Diplomat
- Jean Robic (1921–1980), französischer Radrennfahrer
- Maurice Tillieux (1921–1978), belgischer Comiczeichner
- André Blavier (1922–2001), belgischer Bibliothekar, Publizist und Schriftsteller
- Pierre Flamion (1924–2004), französischer Fußballspieler und -trainer
- Raymond Macherot (1924–2008), belgischer Comic-Autor und -Zeichner
- Roger Marche (1924–1997), französischer Fußballspieler
- Gilbert Dubuc (1925–2023), belgischer Bariton
- Guy Herbulot (1925–2021), römisch-katholischer Geistlicher und Bischof von Evry-Corbeil-Essonnes
- Christian Kellens (1925–2019), belgischer Jazzmusiker
- Joseph Michel (1925–2016), belgischer Schriftsteller und Politiker

### 1926–1950

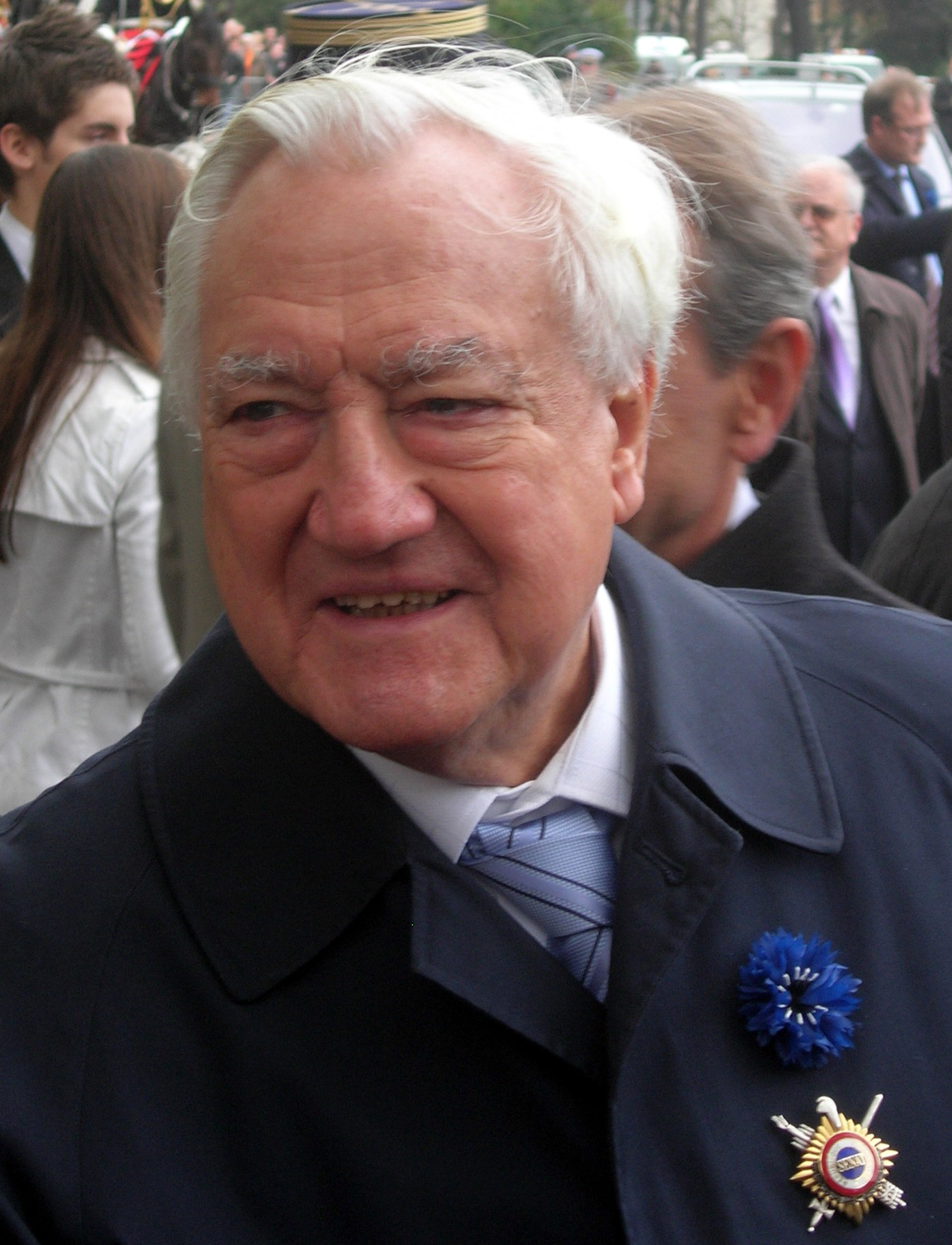
Christian Poncelet

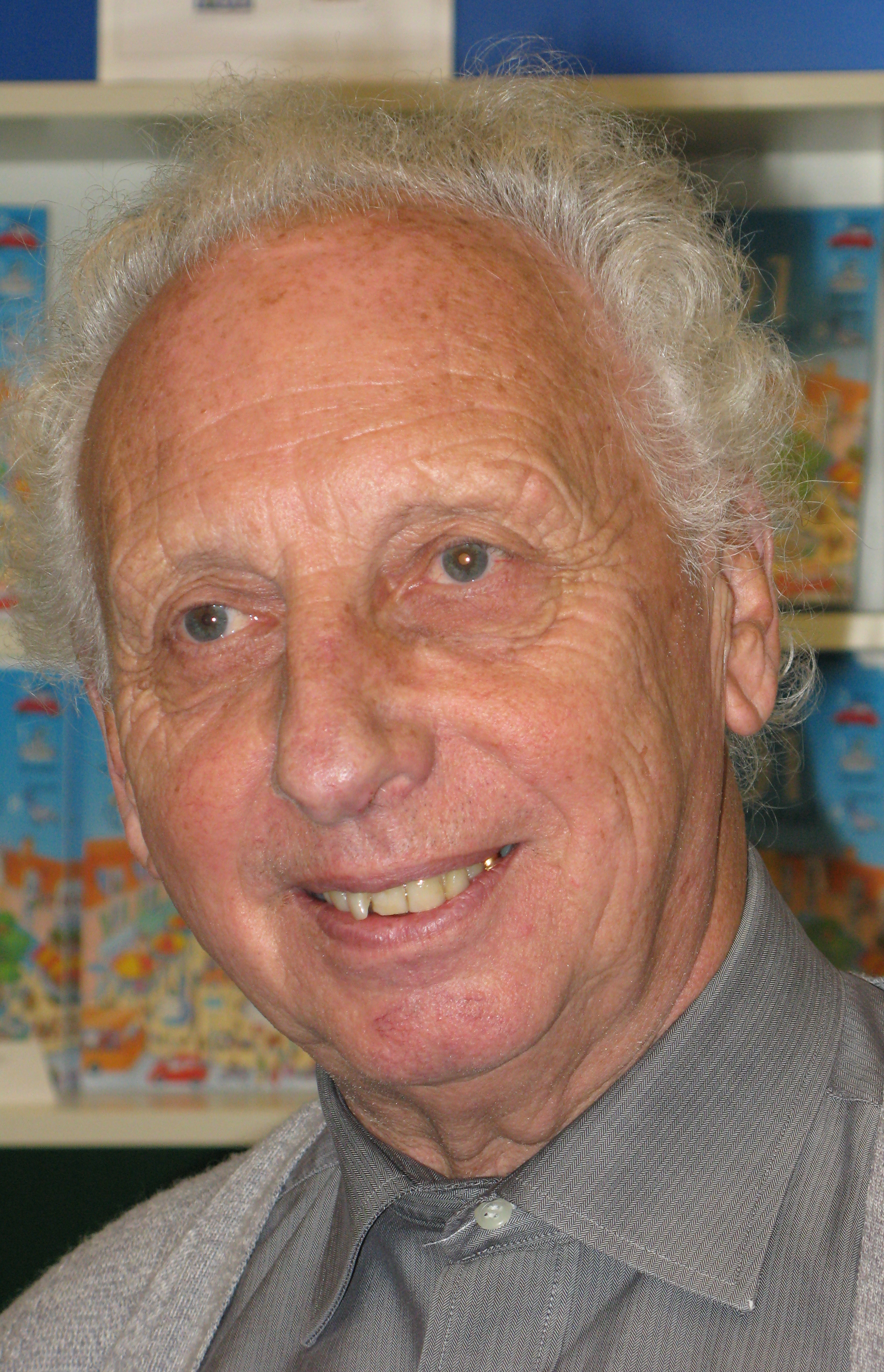
Henri Losch

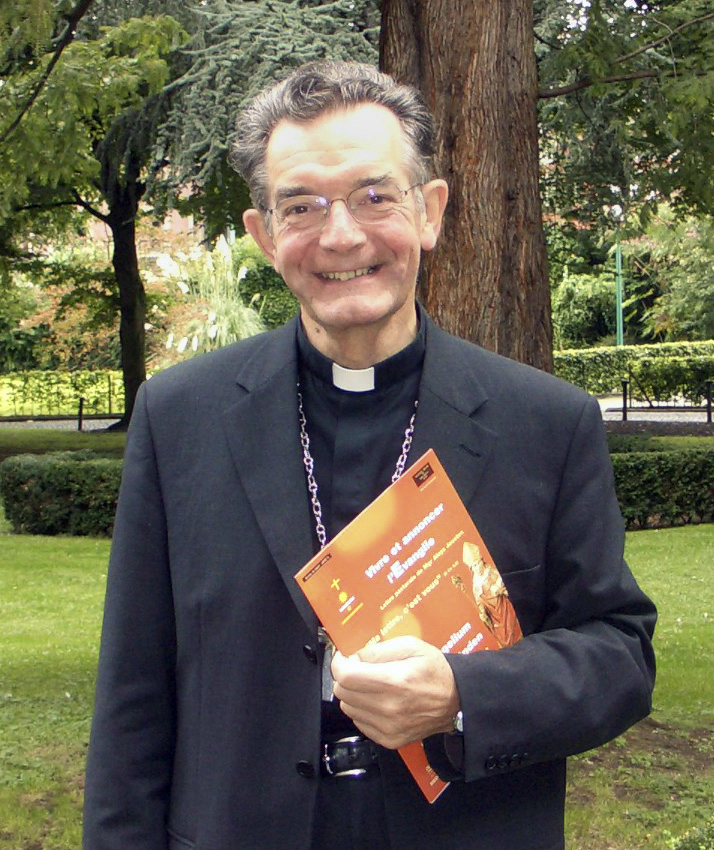
Aloys Jousten

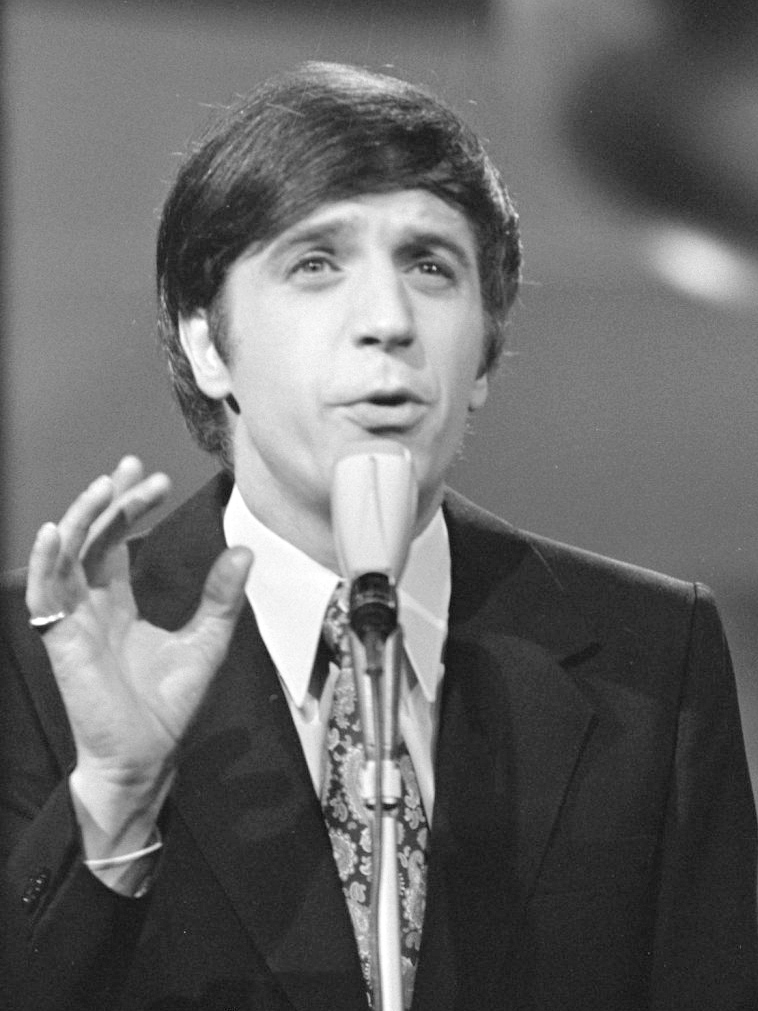
Jean Vallée

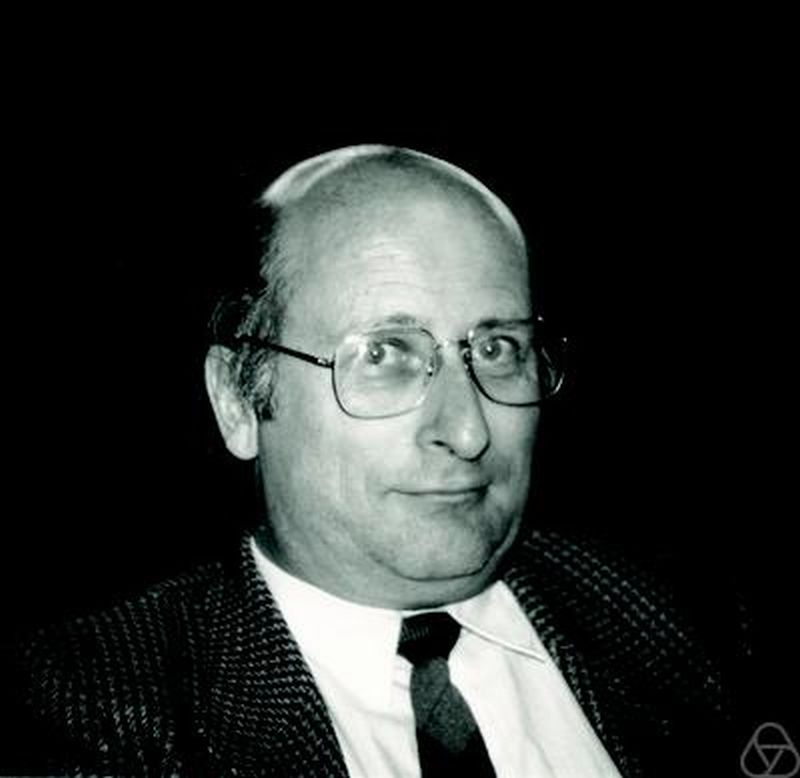
Jean Mawhin

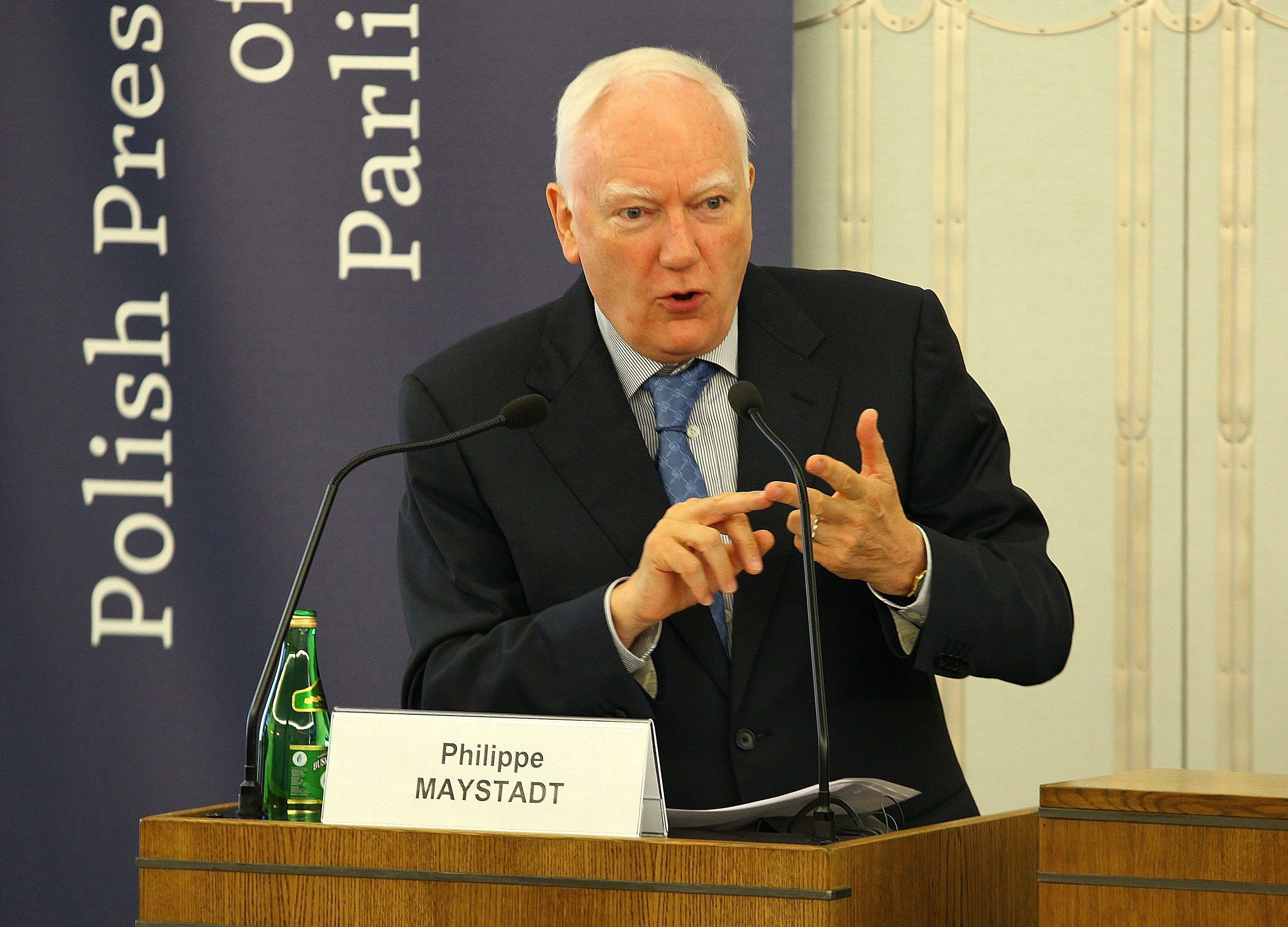
Philippe Maystadt

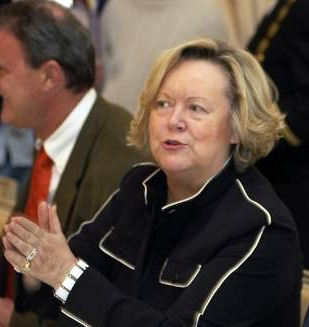
Anne-Marie Lizin

- Philippe Derchain (1926–2012), belgischer Ägyptologe
- Hubert Juin (1926–1987), belgischer Schriftsteller, Lyriker, Essayist und Literaturkritiker
- Jean François Oth (1926–2003), belgischer Chemiker und Professor an der ETH Zürich
- Roger Bertemes (1927–2006), Luxemburger Maler
- André Cools (1927–1991), belgischer Politiker
- Fats Sadi (1927–2009), belgischer Jazz-Vibraphonist, Schlagzeuger, Sänger und Komponist
- Christian Poncelet (1928–2020), französischer Politiker
- Claude Georges (1929–1988), französischer Maler und Grafiker
- Henri Pousseur (1929–2009), belgischer Komponist und Theoretiker
- Edouard Aidans (1930–2018), belgischer Comiczeichner und -autor
- Henri Losch (1931–2021), luxemburgischer Lehrer, Schauspieler, Drehbuchautor und Linguist
- Frédérick Tristan (1931–2022), französischer Schriftsteller
- Pierre Cartier (1932–2024), französischer Mathematiker
- Léo Houziaux (* 1932), belgischer Astronom
- Robert Kohnen (1932–2019), belgischer Cembalist und Organist
- Daniel Labille (1932–2022), katholischer Bischof
- Jean-Pierre Schmitz (1932–2017), luxemburgischer Radrennfahrer
- Jules Bastin (1933–1996), belgischer Opernsänger
- Roger Leloup (* 1933), belgischer Comiczeichner
- Adrien Ries (1933–1991), luxemburgischer Jurist, Ökonom und Autor
- Jean Firges (1934–2014), belgischer Romanautor
- Maurice Gross (1934–2001), französischer Linguist und Romanist
- Jean-Pierre Koepp (1934–2010), luxemburgischer Geschäftsmann und Politiker
- André Damseaux (1937–2007), belgischer Politiker
- Aloys Jousten (1937–2021), belgischer Bischof
- Hermann Huppen (* 1938), belgischer Comiczeichner und -texter
- Félix Simtaine (* 1938), belgischer Jazzmusiker
- Chris Tuerlinx (1938–1973), belgischer Autorennfahrer
- Violetta Villas (1938–2011), polnische Chansonsängerin
- Camille Dimmer (1939–2023), luxemburgischer Fußballspieler und Politiker
- Albert Gehlen (* 1940), belgischer Politiker
- Maurice Lurot (* 1940), französischer Mittelstreckenläufer
- Arlette Farge (* 1941), französische Historikerin
- Heinz Heinen (1941–2013), deutsch-belgischer Althistoriker
- Michel Nihoul (1941–2019), belgischer Geschäftsmann und Mitangeklagter im Fall Marc Dutroux
- Jean Vallée (1941–2014), belgischer Sänger und Songschreiber
- Yvan Ylieff (* 1941), belgischer Politiker
- Didier Comès (1942–2013), belgischer Comiczeichner
- Hughes de Fierlant (* 1942), belgischer Autorennfahrer
- Michel Fourniret (1942–2021), französischer Serienmörder
- Hans Krings (* 1942), deutscher Politiker
- Jean Mawhin (* 1942), belgischer Mathematiker und Mathematikhistoriker
- Winfried Mummenhoff (1942–2022), deutscher Rechtswissenschaftler
- Gérard Deprez (* 1943), belgischer Politiker
- Jean-Jacques Andrien (* 1944), belgischer Filmregisseur, Drehbuchautor und Filmproduzent
- Christian Hannick (* 1944), belgischer Slawist
- Freddy Herbrand (* 1944), belgischer Leichtathlet
- Jean-Marie Cremer (* 1945), belgischer Bauingenieur
- Louis Godart (* 1945), belgisch-italienischer Klassischer Philologe und Mykenologe
- Benoît Lamy (1945–2008), belgischer Filmregisseur und Drehbuchautor
- Janot Buchem (1946–2014), belgischer Jazzmusiker
- André Buzin (* 1946), belgischer Maler und Briefmarkenkünstler
- Jean Louis Ska (* 1946), belgischer römisch-katholischer Priester, Jesuit, Theologe und Alttestamentler
- Claude Bissot (1947–1996), belgischer Fußballspieler
- Philippe Maystadt (1948–2017), belgischer Politiker
- Anne-Marie Lizin (1949–2015), belgische Politikerin
- Joseph Maraite (1949–2021), belgischer Politiker und Ministerpräsident der Deutschsprachigen Gemeinschaft Belgiens
- Melchior Wathelet (* 1949), belgischer Politiker
- Jacques Géron (1950–1993), belgischer Comiczeichner

### 1951–1975

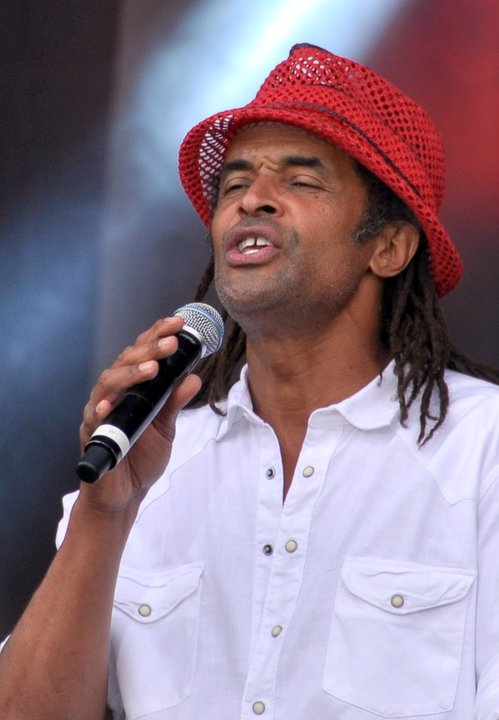
Yannick Noah

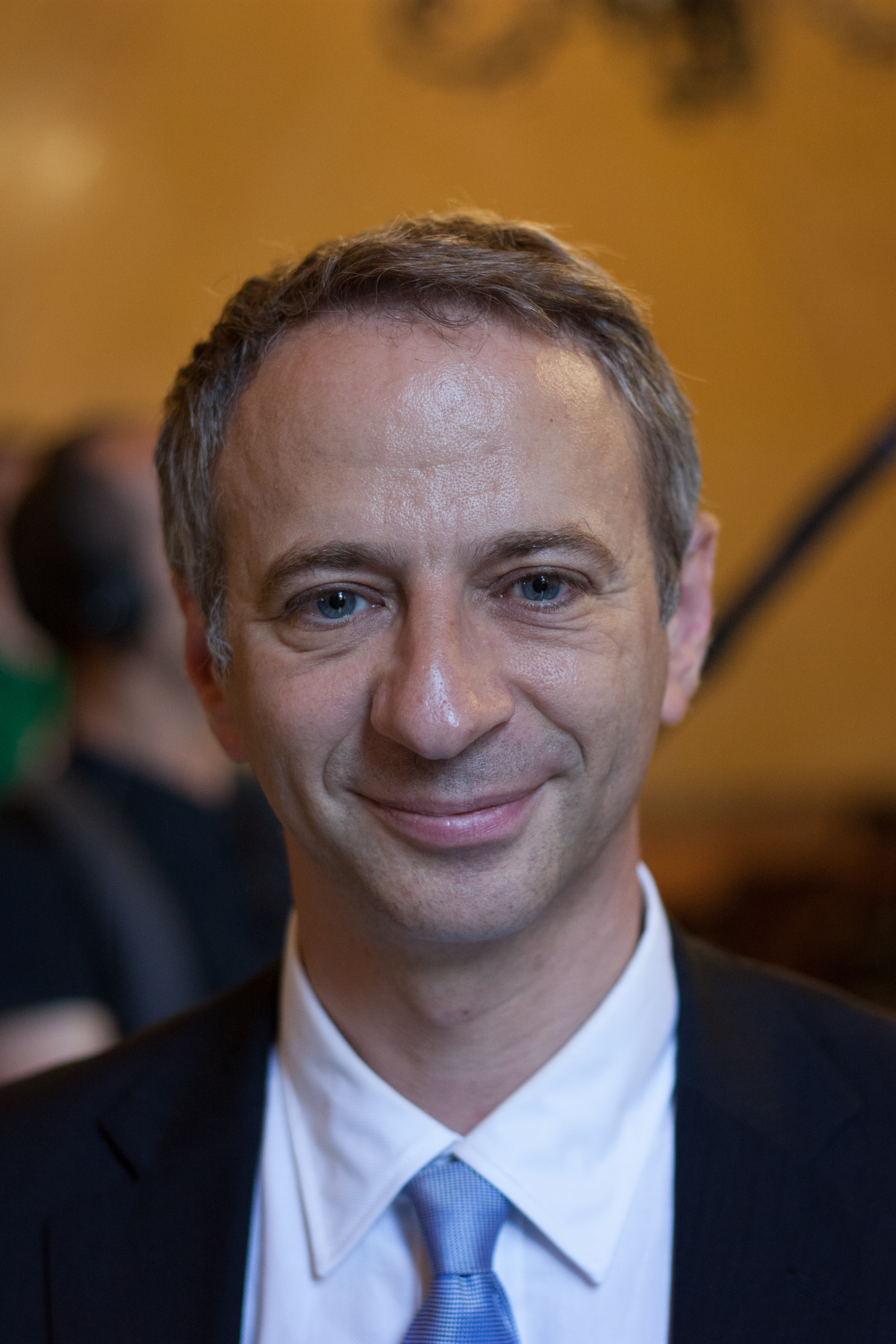
Laurent Baumel

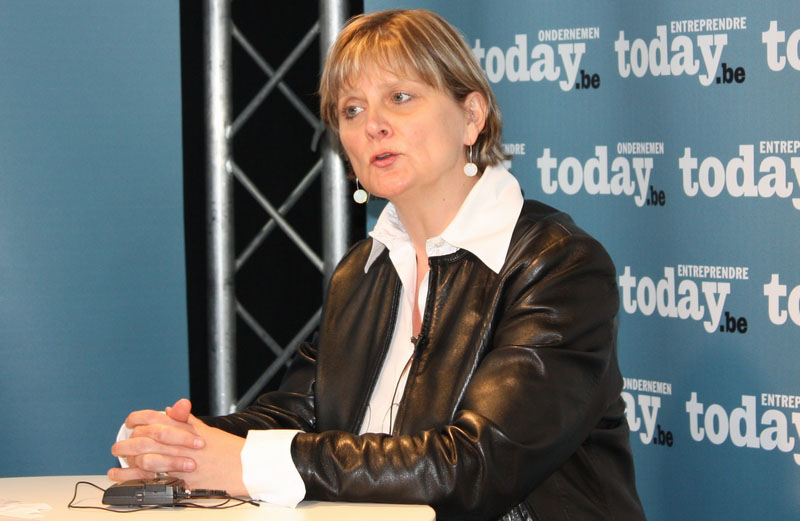
Sabine Laruelle

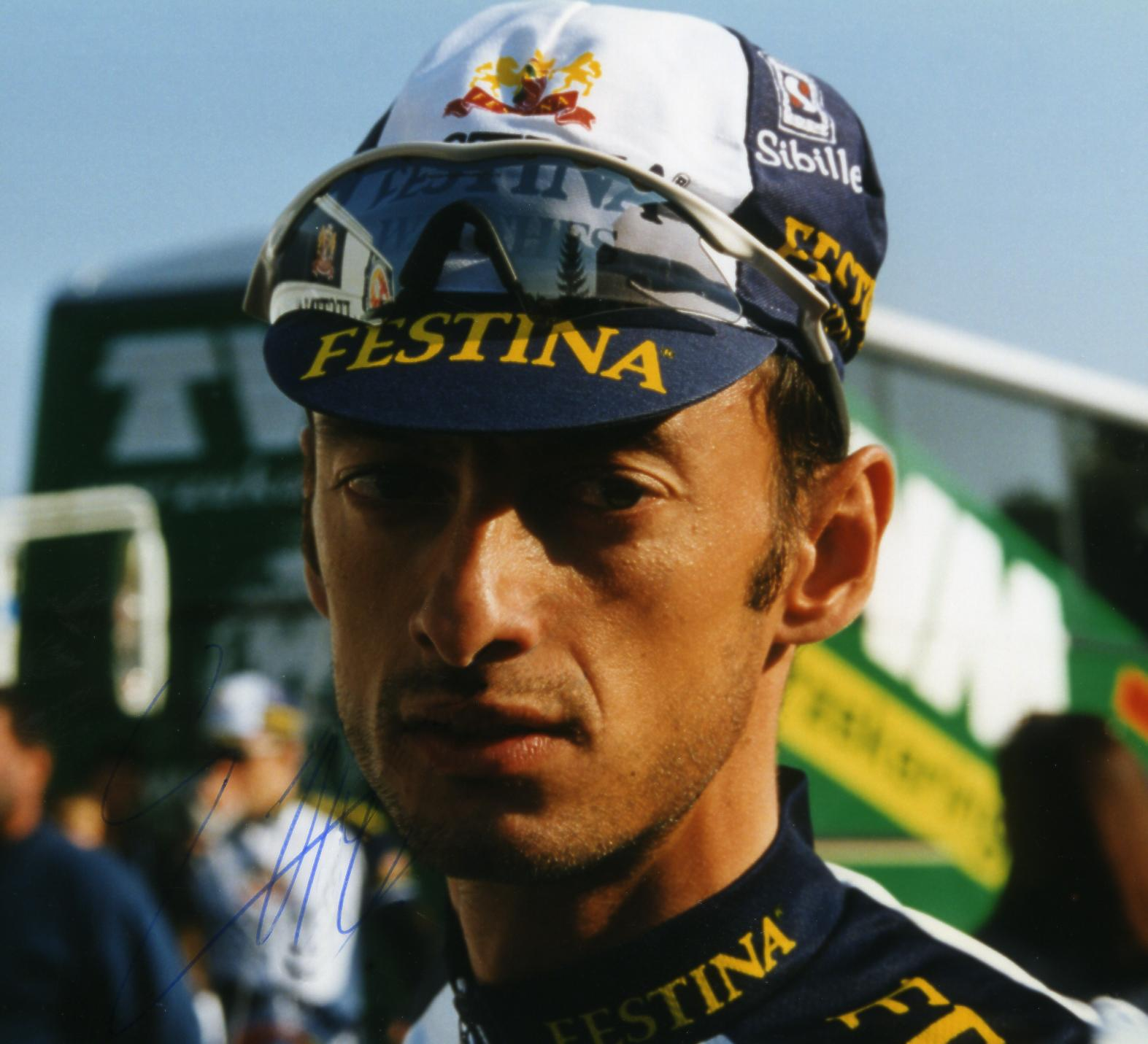
Emmanuel Magnien

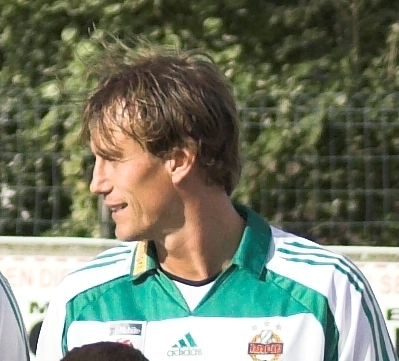
Axel Lawarée

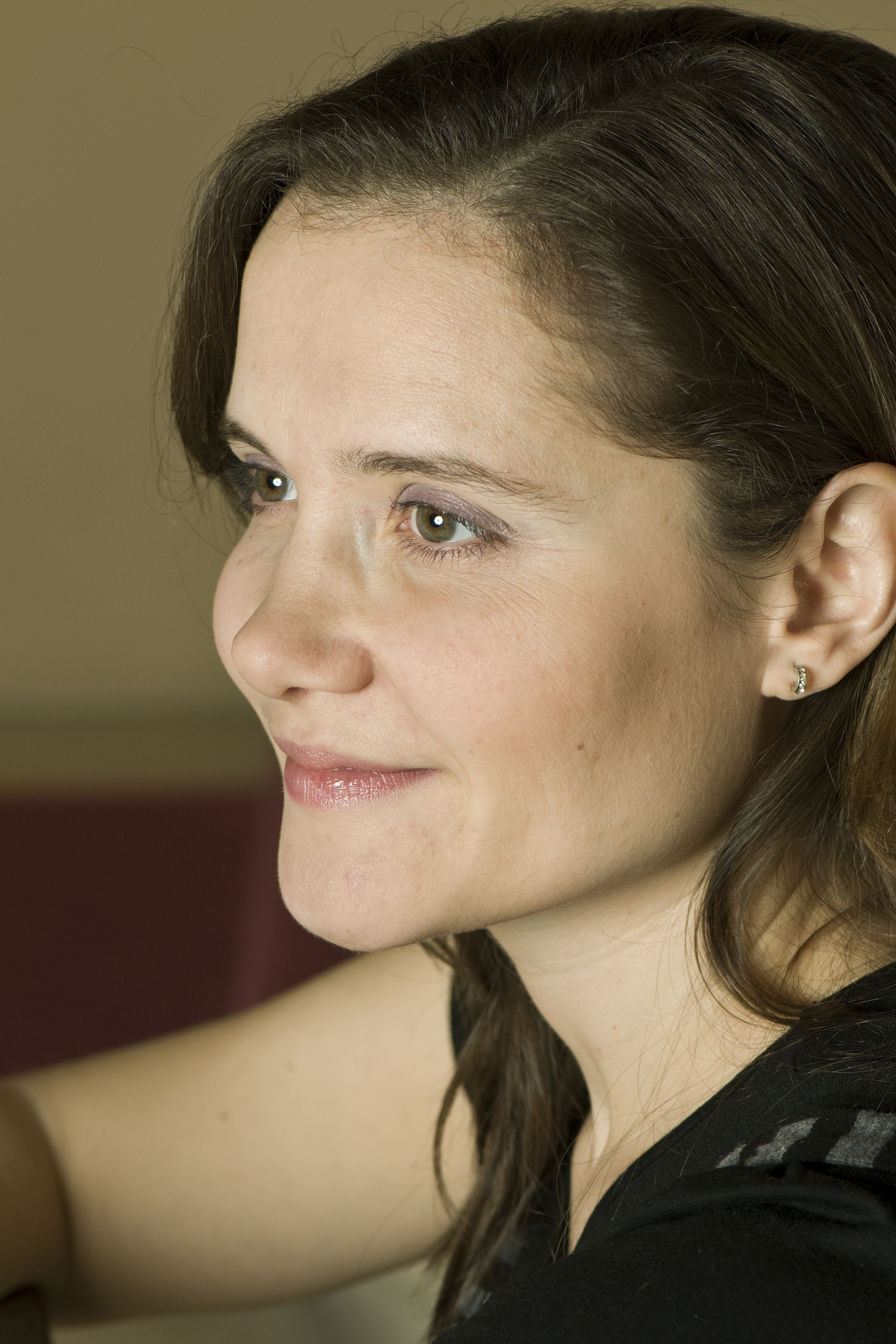
Sophie Karthäuser

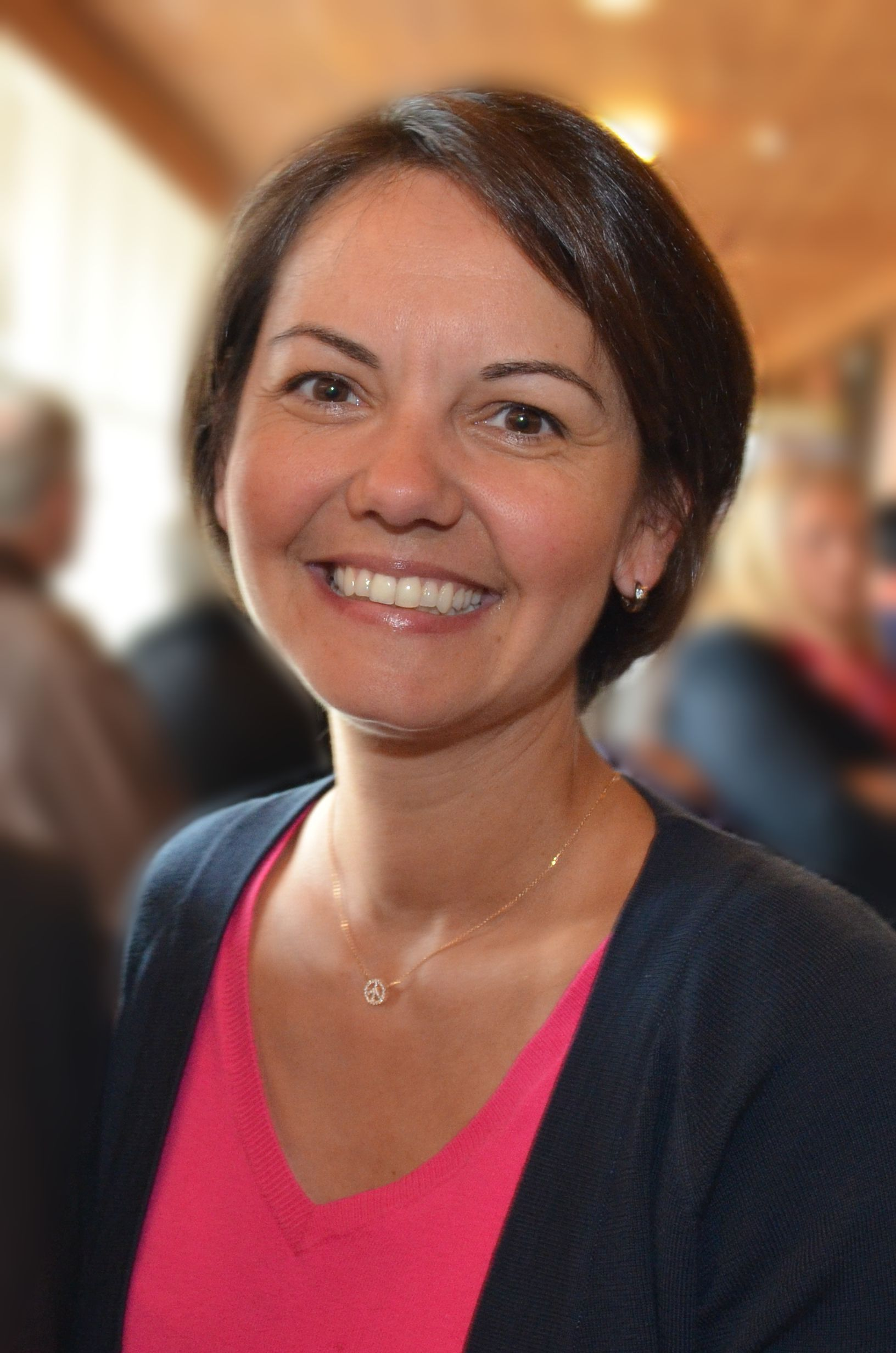
Dominique Monami

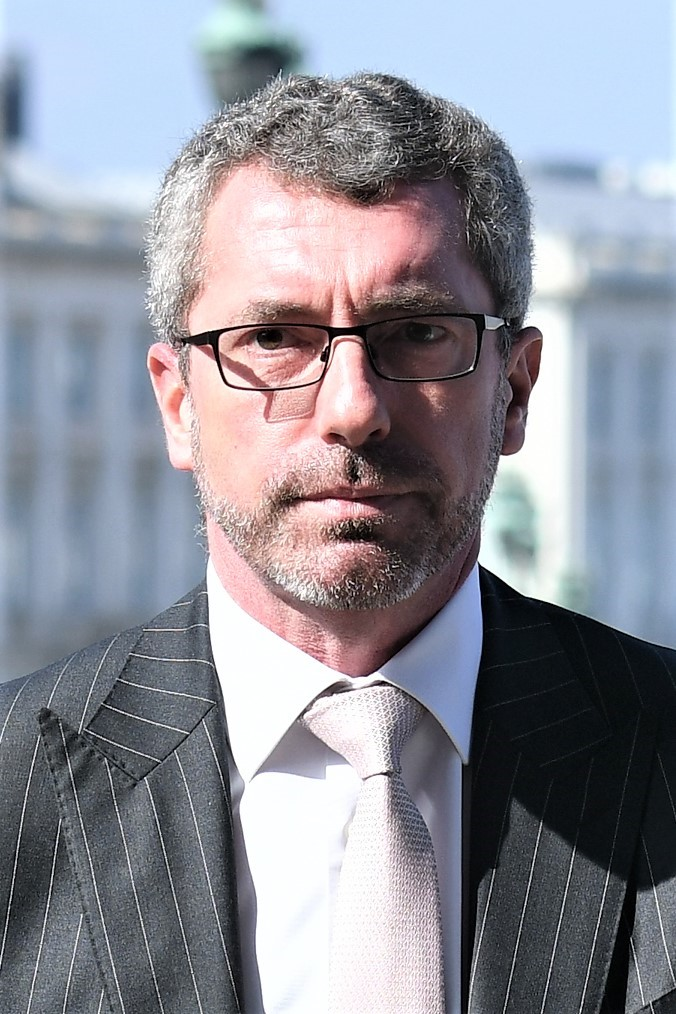
Frank Engel

- Lucien Weiler (* 1951), luxemburgischer Politiker
- Roland Siegers (* 1952), Spieleautor
- Jean Ersfeld (* 1953), luxemburgischer Politiker
- François Bellot (* 1954), belgischer Politiker
- Alain Crepin (* 1954), belgischer Komponist und Dirigent
- Marcel Cremer (1955–2009), belgischer Regisseur
- Fernand M. Guelf (* 1955), luxemburgischer Philosoph und Schriftsteller
- Roger Leiner (1955–2016), luxemburgischer Komikzeichner, Illustrator und Karikaturist
- Michel Renquin (* 1955), belgischer Fußballspieler und -trainer
- Lucien Lux (* 1956), luxemburgischer Politiker
- Gaston Reinig (* 1956), luxemburgischer General
- Freddy Cremer (* 1957), belgischer Sekundarschullehrer, Historiker, Philosoph und Politiker
- Marc Duez (* 1957), belgischer Autorennfahrer
- Roger Infalt (* 1957), luxemburgischer Journalist
- Georges Ruggiu (* 1957), belgisch-italienischer Journalist und Rundfunkmoderator
- Robert Nelles (* 1958), belgischer Politiker
- Guillaume de Posch (* 1958), belgischer Medienmanager
- Axel Urhausen (* 1958), belgischer Allgemeinmediziner und Sportmediziner
- Pierre Arnould (* 1959), belgischer Distanzreiter
- Claudine Ledoux (* 1959), französische Diplomatin und Politikerin
- Ingrid Leonie Severin (* 1959), deutsche Kunsthistorikerin und Kuratorin
- Jacques Stotzem (* 1959), belgischer Fingerstyle-Gitarrist
- Erwin Drèze (1960–2020), belgischer Comiczeichner
- Claude K. Dubois (* 1960), belgische Kinderbuchautorin und Illustratorin
- Isabelle Musset (* 1960), französische Fußballspielerin
- Yannick Noah (* 1960), französischer Tennisspieler und Popsänger
- Claude Turmes (* 1960), luxemburgischer Politiker
- Jean-Pascal Labille (* 1961), belgischer Politiker
- Eric van de Poele (* 1961), belgischer Autorennfahrer
- Marc Schaefer (* 1961), luxemburgischer Politiker
- André Charlier (* 1962), belgischer Jazzmusiker
- Claude Haagen (* 1962), luxemburgischer Politiker
- Leo Wagener (* 1962), luxemburgischer römisch-katholischer Weihbischof
- Jean-Pierre Catoul (1963–2001), belgischer Jazzgeiger
- Dominique Mathieu (* 1963), belgischer Ordensgeistlicher und römisch-katholischer Erzbischof von Teheran-Isfahan, Kardinal
- Vinciane Pirenne-Delforge (* 1963), Althistorikerin
- Agnès Durdu (* 1964), luxemburgische Rechtsanwältin und Politikerin
- Guido Maus (* 1964), belgischer Maler und Bildhauer
- Geisela Reinhardt (* 1964), französischer Musiker des Gypsy-Jazz
- Laurent Baumel (* 1965), französischer Politiker
- Herbert Grommes (* 1965), belgischer Jurist und Politiker
- Hervé Jamar (* 1965), belgischer Rechtsanwalt und Politiker
- Sabine Laruelle (* 1965), belgische Politikerin
- Jean-Luc Warsmann (* 1965), französischer Politiker
- Philippe Albert (* 1967), belgischer Fußballspieler
- Catherine Fonck (* 1968), belgische Ärztin und Politikerin
- Ingrid Lempereur (* 1969), belgische Schwimmerin
- Médéric Collignon (* 1970), französischer Jazzmusiker und Komponist
- Fernand Delosch (* 1970), luxemburgischer Sänger und Schauspieler
- Éric Legnini (* 1970), belgischer Jazzpianist, Komponist und Arrangeur
- Benoît Lutgen (* 1970), belgischer Politiker
- Eddy Seel (* 1970), belgischer Motorradrennfahrer
- Andreas Fickers (* 1971), belgischer Historiker
- Christophe Léonard (* 1971), französischer Politiker
- Emmanuel Magnien (* 1971), französischer Radrennfahrer
- Oliver Paasch (* 1971), belgischer Politiker
- Léon Gloden (* 1972), luxemburgischer Jurist und Politiker
- Michaël Paquay (1972–1998), belgischer Motorradrennfahrer
- Petra Schmitz (* 1972), belgische Politikerin
- Vincent Vosse (* 1972), belgischer Autorennfahrer
- Axel Lawarée (* 1973), belgischer Fußballspieler
- Dominique Monami (* 1973), belgische Tennisspielerin
- Pascal Arimont (* 1974), belgischer Politiker
- Sophie Karthäuser (* 1974), belgische Sopranistin
- Patrick Regnault (* 1974), französischer Fußballtorwart
- Frank Engel (* 1975), luxemburgischer Politiker

### 1976–2000

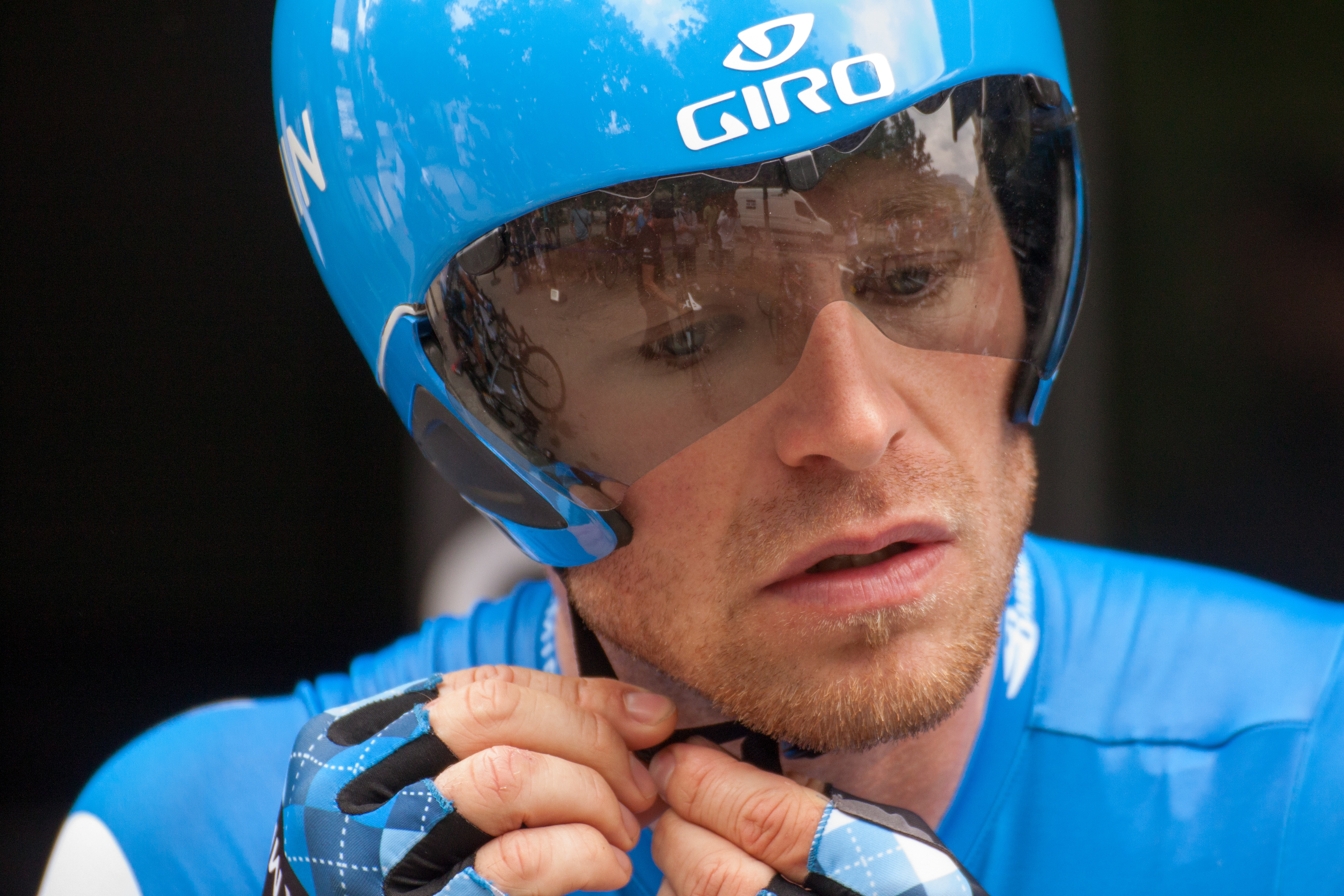
Sébastien Rosseler

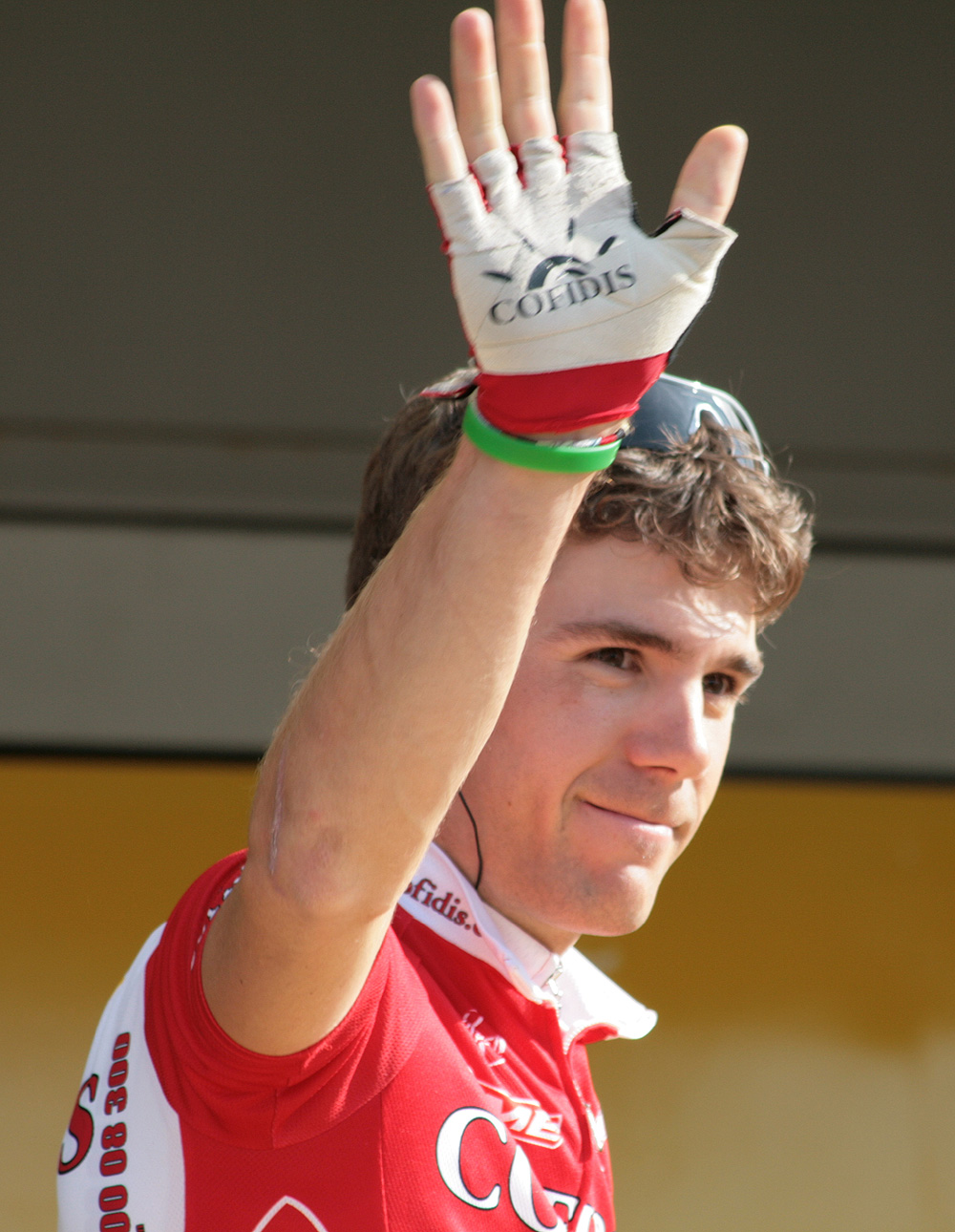
Maxime Monfort

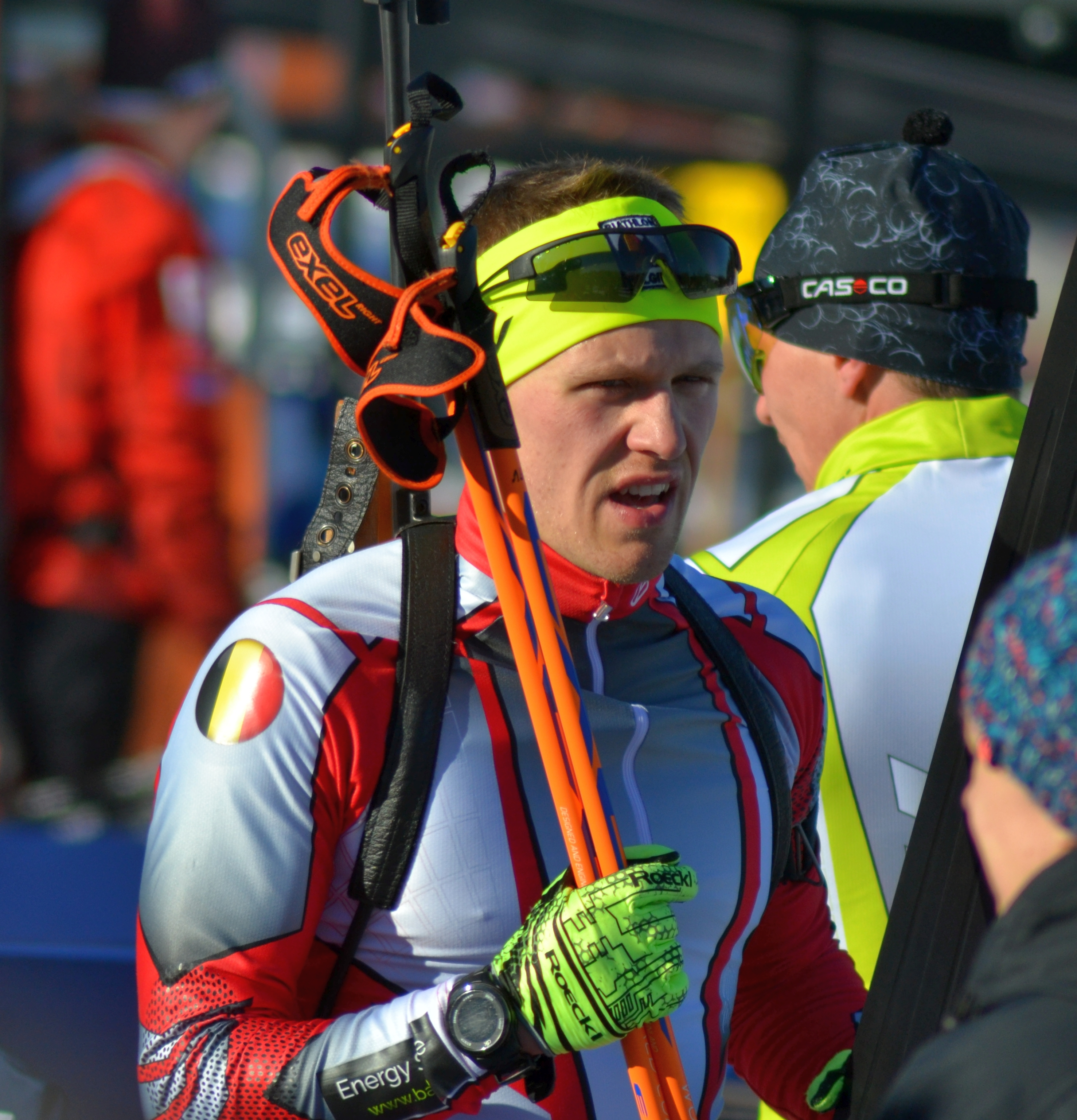
Thierry Langer

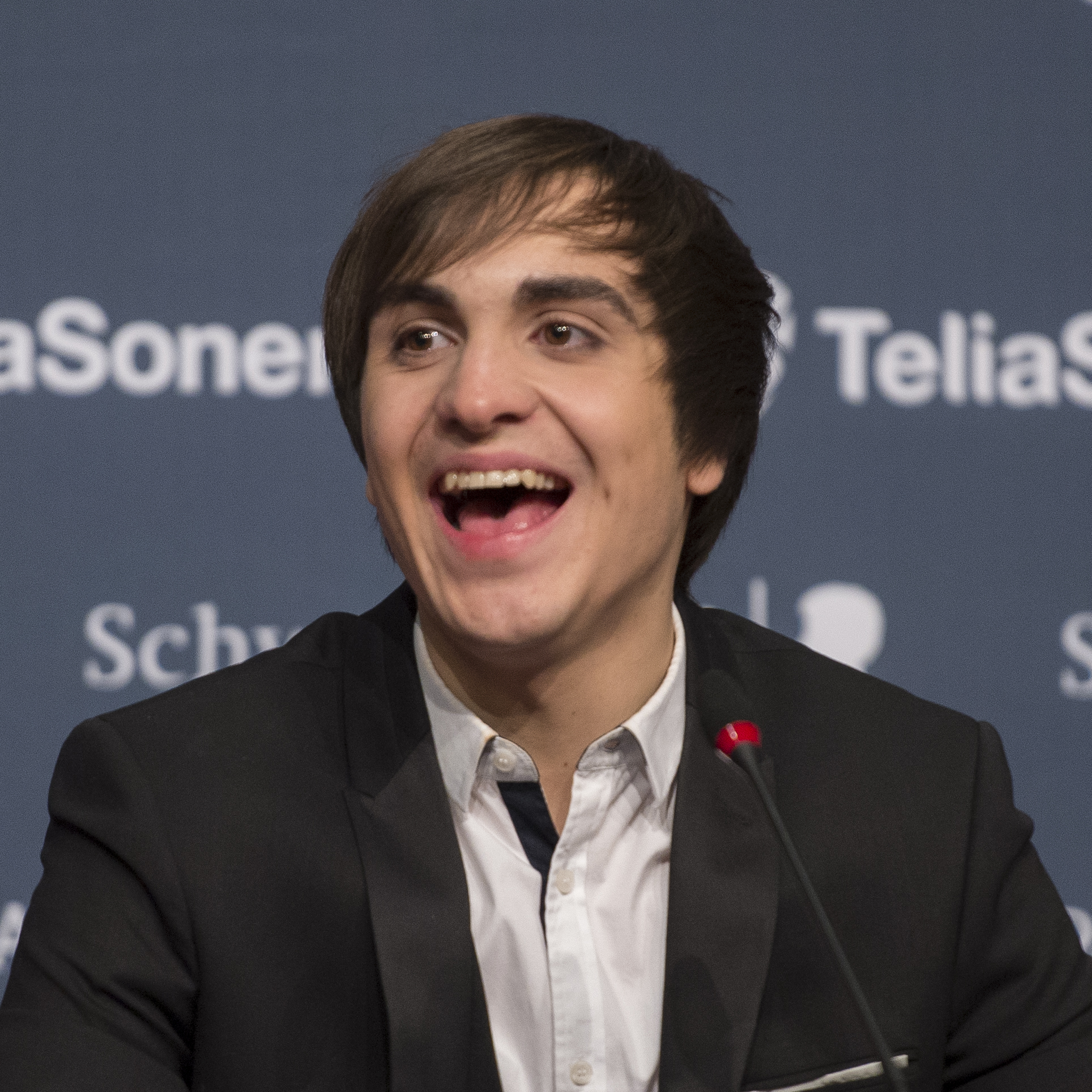
Roberto Bellarosa

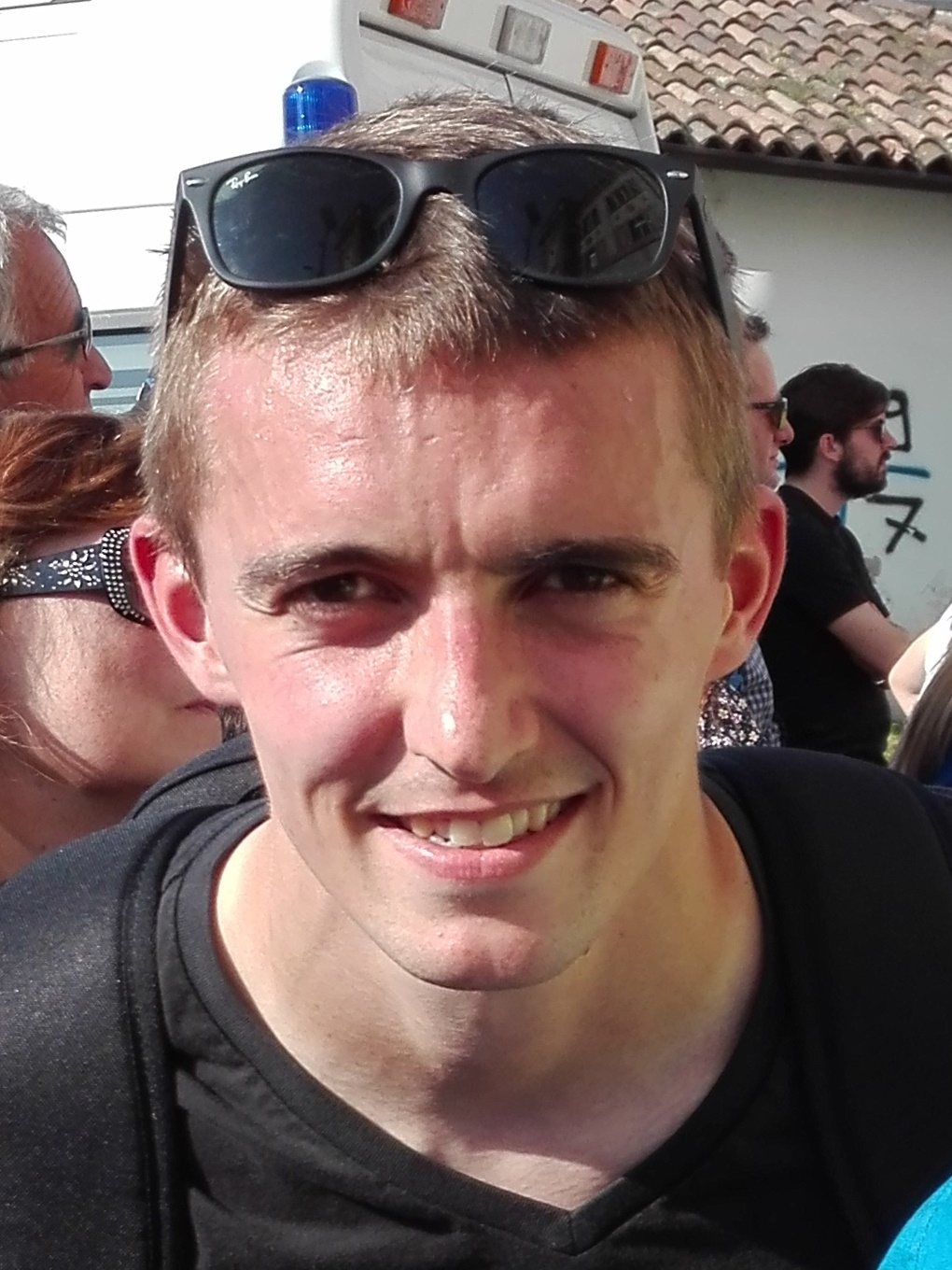
Timothy Castagne

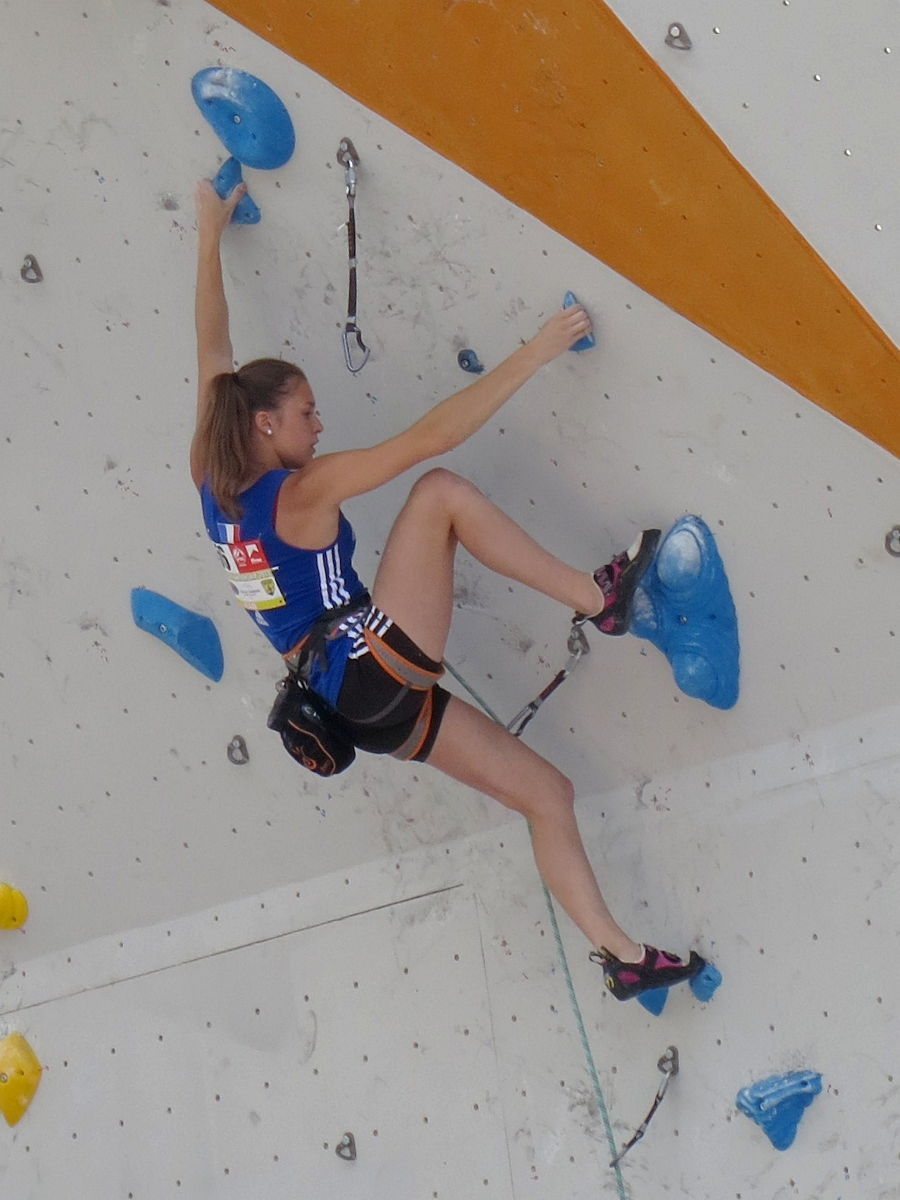
Julia Chanourdie

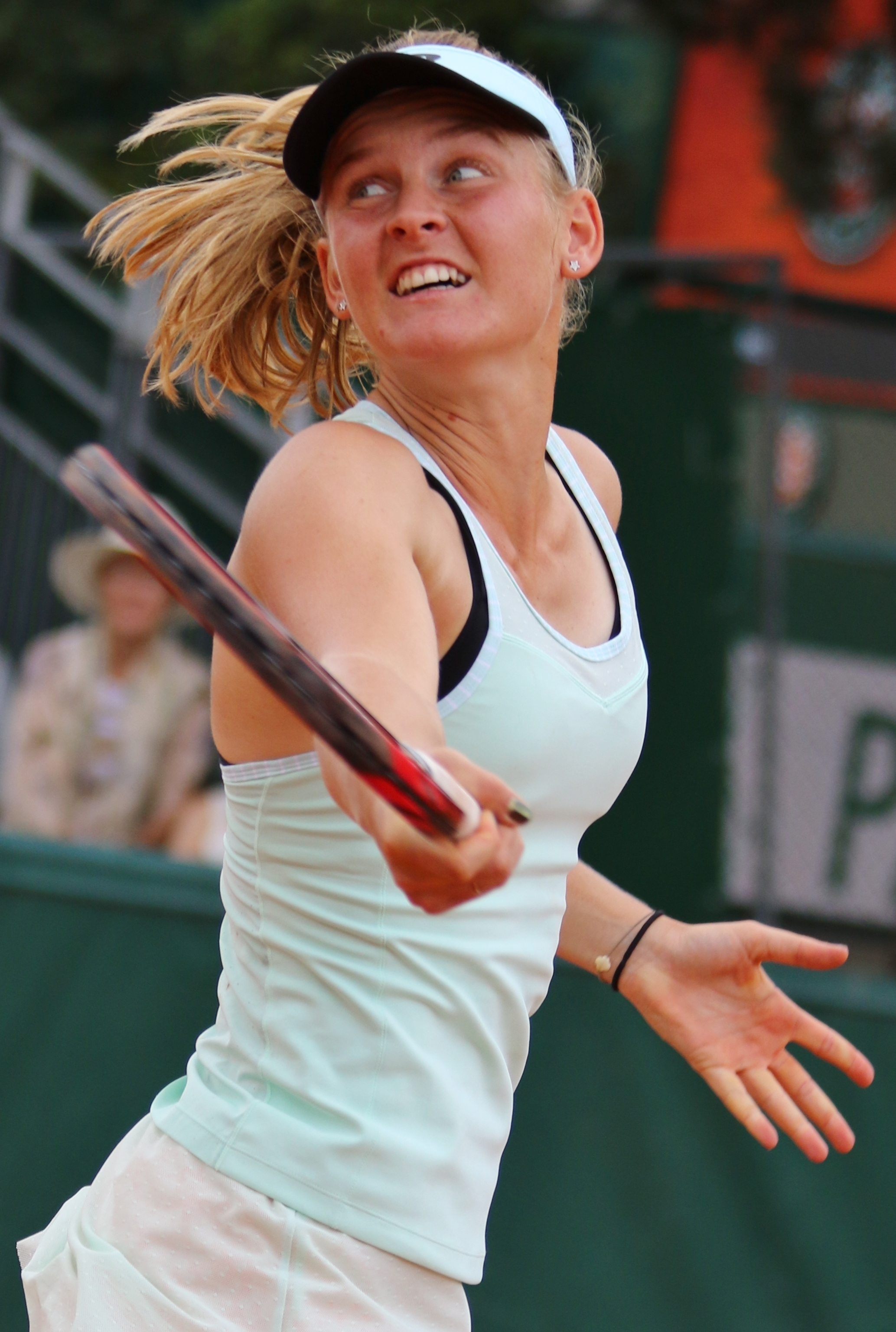
Fiona Ferro

- David Clarinval (* 1976), belgischer Politiker und Minister in der belgischen Regierung
- Céline Scheen (* 1976), belgische Sopranistin
- Lionel Syne (* 1976), belgischer Radrennfahrer
- Gisèle Vienne (* 1976), französisch-österreichische Choreografin, Künstlerin und Theaterregisseurin
- Quentin Dujardin (* 1977), belgischer Jazz- und Weltmusiker
- Harald Mollers (* 1977), belgischer Politiker
- Gauthier Remacle (* 1977), belgischer Fußballspieler
- Melchior Wathelet junior (* 1977), belgischer Politiker
- Daniel Van Buyten (* 1978), belgischer Fußballspieler
- Axel Zeebroek (* 1978), belgischer Triathlet
- David Engels (* 1979), belgischer Althistoriker
- Guy Blaise (* 1980), belgisch-luxemburgischer Fußballspieler
- François Duval (* 1980), belgischer Rallyefahrer
- Bernd Rauw (* 1980), belgischer Fußballspieler
- Michael Blanchy (* 1981), belgischer Radrennfahrer
- Sébastien Rosseler (* 1981), belgischer Radrennfahrer
- Céline Teney (* 1981), belgische Soziologin
- Philippe Gilbert (* 1982), belgischer Radrennfahrer
- Jonathan Henrion (* 1982), belgischer Radrennfahrer
- Jérôme Colinet (* 1983), belgischer Fußballspieler
- Andy Houscheid (* 1983), belgischer Pianist und Singer/Songwriter
- Maxime Monfort (* 1983), belgischer Radrennfahrer
- Aline Zeler (* 1983), belgische Fußballspielerin
- Isabelle Hoffmann (* 1984), luxemburgische Radrennfahrerin
- Mario Mutsch (* 1984), luxemburgischer Fußballnationalspieler
- Sébastien Parotte (* 1984), belgischer Opernsänger
- Élise Bussaglia (* 1985), französische Fußballspielerin
- Fabienne Colling (* 1985), belgisch-luxemburgische Unternehmerin und Politikerin, Mitglied im Parlament der Deutschsprachigen Gemeinschaft in Belgien
- Benjamin Lemaire (* 1985), französischer Fotograf, Regisseur, Filmproduzent, Autor und Blogger
- Olivier Werner (* 1985), belgischer Fußballspieler
- Bertrand Baguette (* 1986), belgischer Autorennfahrer
- Aurélien Joachim (* 1986), luxemburgischer Fußballspieler
- Kévin Van Melsen (* 1987), belgischer Radrennfahrer
- Christian Brüls (* 1988), belgischer Fußballspieler
- Jodie Devos (1988–2024), belgische Opernsängerin
- Antoine Gillet (* 1988), belgischer Leichtathlet
- Thierry Neuville (* 1988), belgischer Rallyefahrer
- Véronique Pierron (* 1989), französische Shorttrackerin
- Anthony Moris (* 1990), luxemburgischer Fußballspieler
- Mücahit Ceylan (* 1991), belgisch-türkischer Fußballspieler
- Renaud Emond (* 1991), belgischer Fußballspieler
- Thierry Langer (* 1991), Biathlet und Skilangläufer
- Antoine Pierre (* 1992), belgischer Jazzmusiker
- Clinton Mata (* 1992), angolanisch-belgischer Fußballspieler
- Julien Watrin (* 1992), belgischer Sprinter
- Green Montana (* 1993), belgischer Rapper
- Mica Pinto (* 1993), luxemburgisch-portugiesischer Fußballspieler
- Boris Vallée (* 1993), belgischer Radsportler
- Roberto Bellarosa (* 1994), belgischer Popsänger
- Timothy Castagne (* 1995), belgischer Fußballspieler
- Julia Chanourdie (* 1996), französische Sportkletterin
- Fiona Ferro (* 1997), französische Tennisspielerin
- Jérôme Déom (* 1999), belgischer Fußballspieler

## 21. Jahrhundert

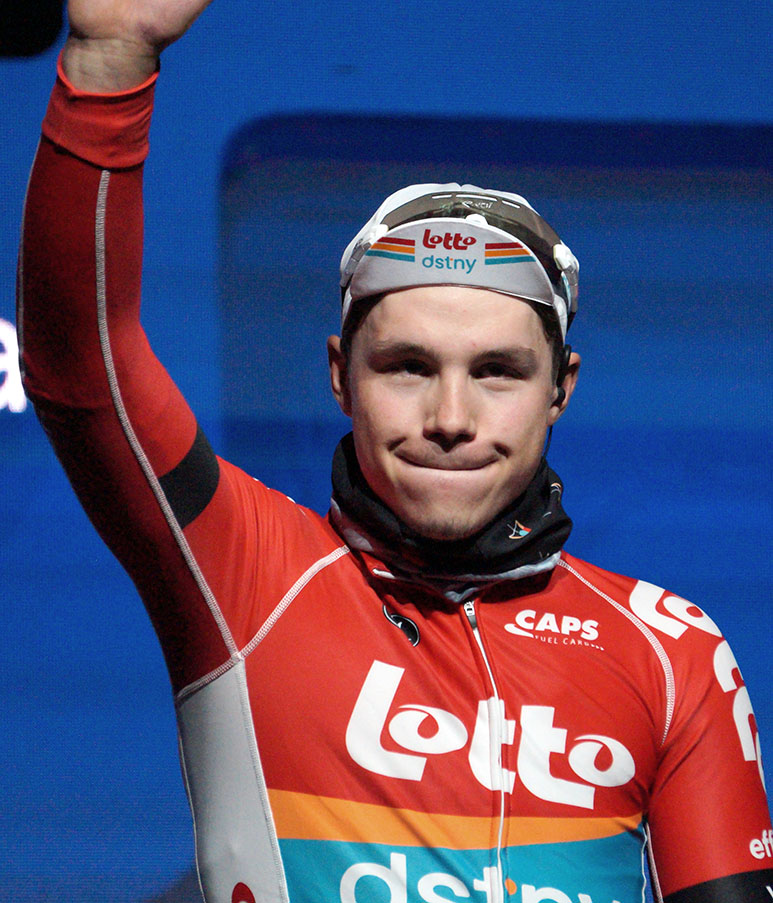
Arnaud De Lie

- Timothy Martin (* 2001), belgisch-luxemburgischer Fußballspieler
- Arnaud De Lie (* 2002), belgischer Radrennfahrer
- Irina Balus (* 2005), slowakische Tennisspielerin
- Cihan Çanak (* 2005), belgisch-türkischer Fußballspieler